# Storia della produzione tessile a Prato

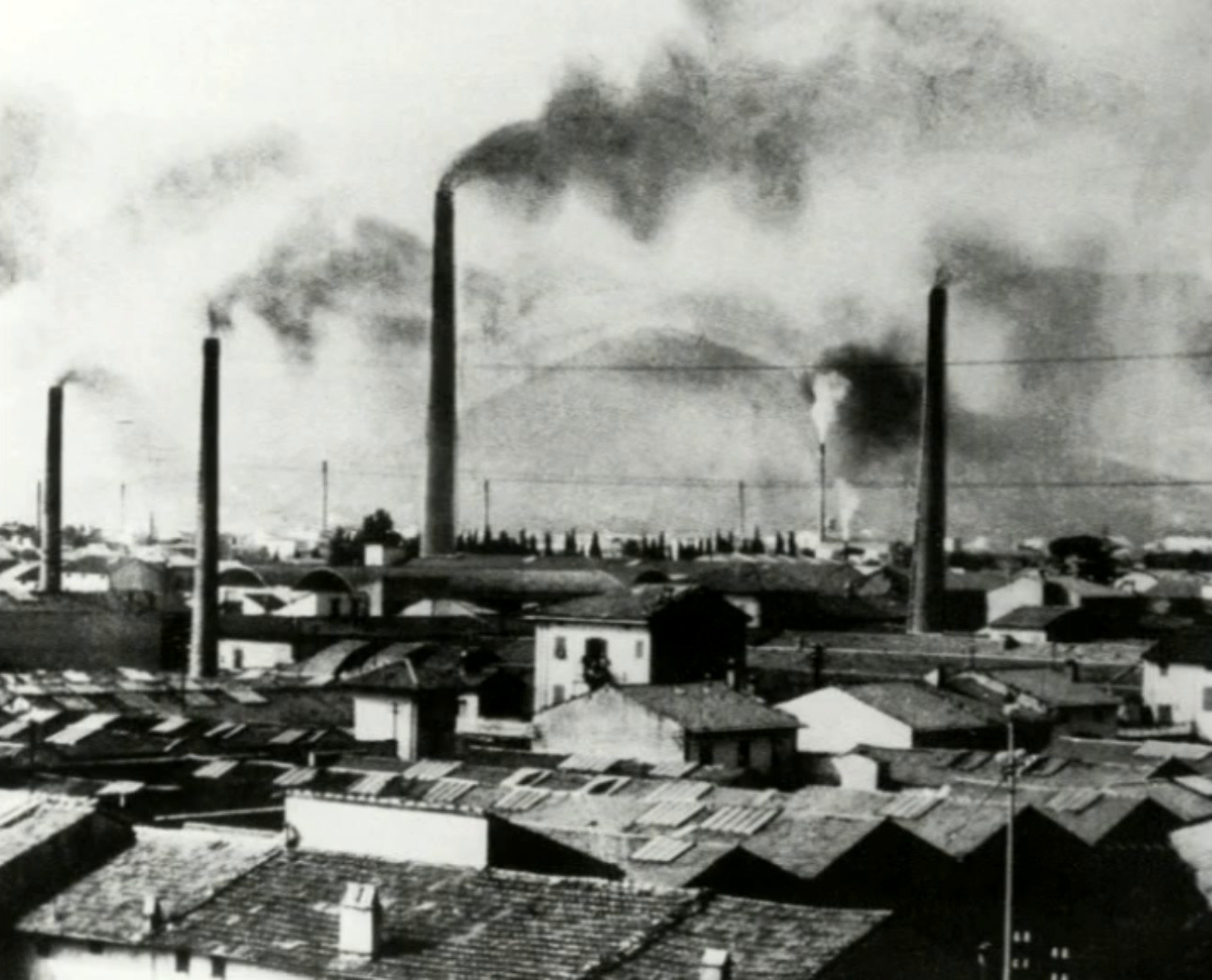
Panorama urbano di Prato agli inizi del XX secolo

La storia della produzione tessile a Prato ha un percorso evolutivo complesso, caratterizzato da discontinuità e da numerose trasformazioni. Affonda le sue radici nel Medioevo, nel XII secolo, epoca in cui la produzione tessile era regolamentata dalla corporazione dell’Arte della Lana.
Tra Ottocento e Novecento ebbe inizio l'industrializzazione del comparto tessile pratese, che conobbe un forte sviluppo nel secondo dopoguerra, per arrivare a distinguersi soprattutto negli anni Settanta del Novecento.
Oggi il distretto tessile della città toscana è considerato uno dei più grandi distretti industriali italiani, nonché il più grande centro tessile a livello europeo e uno dei poli a rilevanza mondiale per la produzione di tessuti e filati di lana.

## Le origini e lo sviluppo delle gore e delle gualchiere

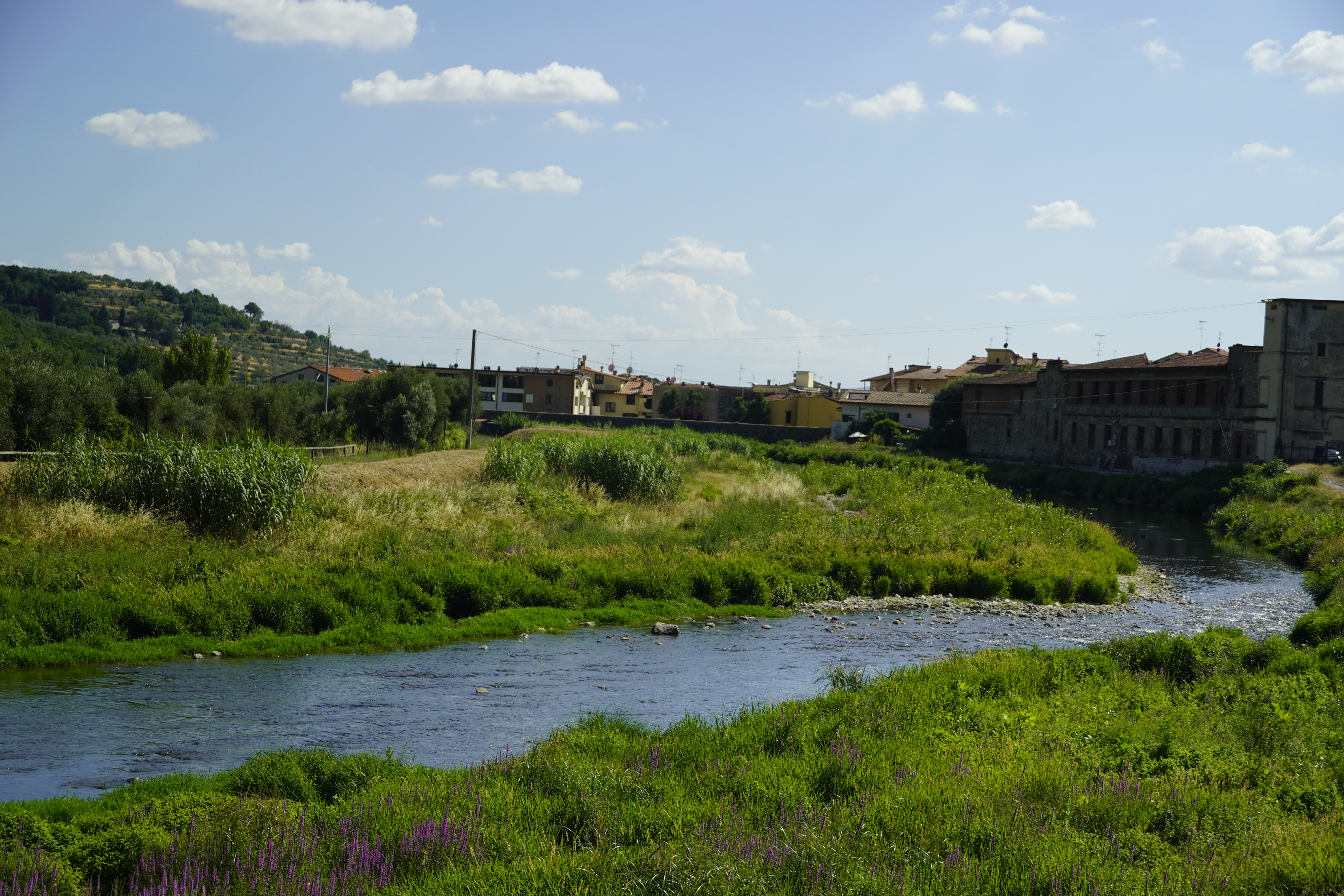
Fiume Bisenzio a Prato

Il territorio pratese è geograficamente definito dalla Val di Bisenzio e dalla pianura tra l'omonimo fiume e il torrente Ombrone, incastonato tra i territori limitrofi di Firenze e Pistoia. Nell'antichità varie popolazioni italiche si insediarono nel territorio, come liguri, etruschi e romani, ma tracce di civiltà sono attestate fin dall'età del Paleolitico. In epoca romana, il territorio crebbe di notevole importanza e un'ampia porzione fu soggetta alla suddivisione in fondi coltivabili e al sistema della centuriazione, caratterizzata da reticoli ortogonali mediante gli assi perpendicolari del cardo e del decumano, dalla quale si originarono numerose fattorie, i praedia. Precisamente il cardo, la via che correva verso la direzione nord-sud, coincise, non in modo casuale, con le linee di pendenza naturale di tutta la pianura e la vallata.

Uno spopolamento generale delle campagne avvenuto nell'Alto Medioevo, in corrispondenza dell'arrivo prima dei Goti e poi dei Longobardi, riportò molte pianure della Toscana, soggette a una prima bonifica durante l'età romana, in uno stato paludoso e a una stagnazione dovuta a un insufficiente deflusso delle acque dei vari torrenti. A partire dal VII secolo, le fattorie romane ricominciarono a essere abitate da longobardi e bizantini, trasformandosi gradualmente in delle corti e venendo affiancate, in un secondo momento, da insediamenti rurali più piccoli come i sobborghi. In un diploma dell'imperatore Ottone III del 998 d.C., indirizzato al vescovo di Pistoia, si individuano solo nella piana pratese sei pievi, dipendenti dalla diocesi pistoiese, un numero eccezionale data la sua estensione circoscritta e limitata, a dimostrazione, già allo scadere del X secolo, di una forte caratterizzazione urbana ed economica del territorio. L'organizzazione territoriale comprendeva anche una serie di fortificazioni militari, i castra, che oltre a espletare una funzione difensiva rappresentavano il fulcro del potere feudale, a testimonianza di come feudalità laica ed ecclesiastica convivessero in una realtà politicamente eterogenea. A emergere sulle altre fu la pieve di Santo Stefano in Borgo al Cornio, una piccola borgata longobarda posta allo sbocco della vallata, in cui gli abitanti erano dediti alla pastorizia e conoscevano l’arte di tessere i panni, probabilmente appresa dai lucchesi. Tale tradizione artigianale era già ben radicata nel IX secolo a Lucca, «prima vera cultrice del lanificio in Toscana», in particolare nei monasteri femminili benedettini che esercitavano lavorazioni laniere per lo smercio, come ci testimonia un documento di origine ecclesiastica, Compositiones ad tingenda, contenuto nel manoscritto di Lucca, nel quale sono esposti i procedimenti usati per la tintura delle lane.

Dunque, la fertile e verde prateria, destinata a diventare un toponimo, ricca di acquitrini ed erbe alimentate dalle acque del fiume Bisenzio, concorse a favorire il pascolo in specie di pecore e la consequenziale lavorazione della lana. Nell'anno 1002 troviamo già delle tracce di una certa attività industriale rappresentata dai mulini ad acqua. Dalla fine del X secolo era stata avviata la pianificazione di una vasta rete di canali artificiali dette gore, che si originavano presso la frazione di Santa Lucia e trasportavano le acque del fiume Bisenzio lungo tutta la piana, fino al torrente Ombrone. Questo imponente sistema di canalizzazione delle acque lungo circa 53 km, che non ha sistemi idraulici analoghi in tutta l'epoca medievale, aveva come unico punto di presa e di sbocco una grande muraglia di contenimento risalente all'XI secolo, denominata Cavalciotto, la cui origine del nome si deve probabilmente alla caratteristica di stare a "cavalcioni" di una gora. La sua funzione era quella infatti quella di deviare il corso delle acque fluviali lungo un canale principale, detto Gorone, che scorreva per un certo tratto parallelamente al fiume e dal quale si ramificavano tutte le altre gore. Gli scopi principali di questo complesso sistema idraulico, che contribuì allo sviluppo di uno dei territori a più spiccata vocazione produttiva dal Medioevo fino a oggi, erano anzitutto produttivi, come lo sfruttamento dell'energia idraulica dei mulini e delle gualchiere ubicati lungo le sponde del Bisenzio, la raccolta e il deflusso delle acque per la bonifica della pianura e l'irrigazione dei terreni colti; nonché difensivi, si pensi al riempimento dei fossati lungo le mura cittadine.

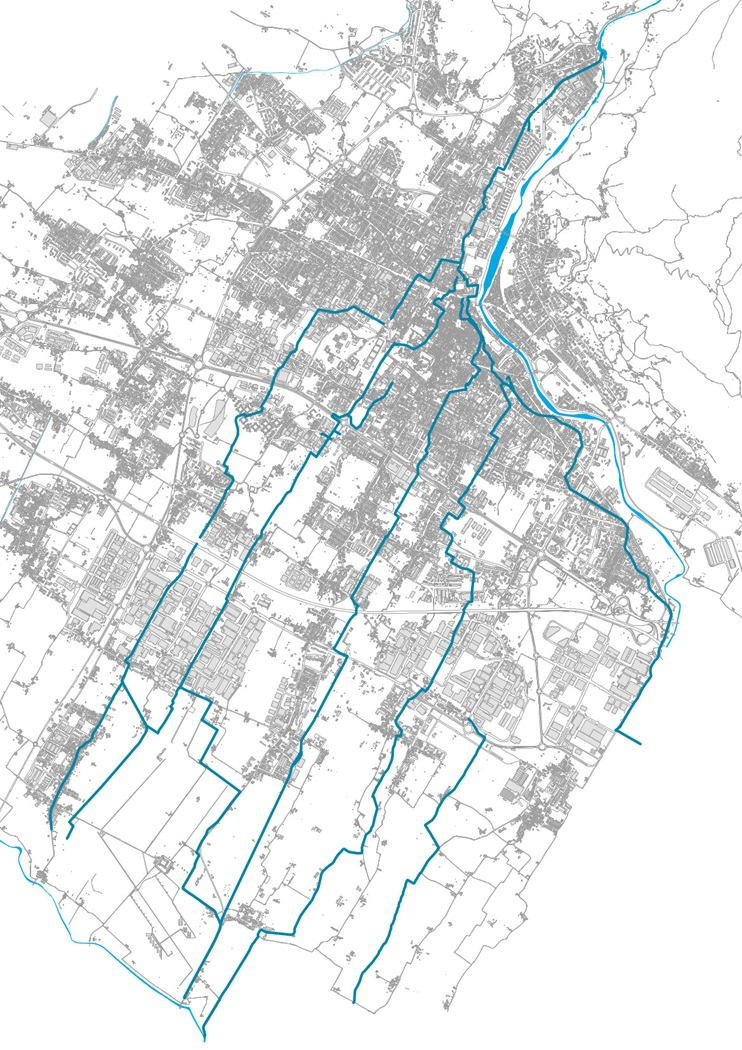
Il reticolo delle gore nel territorio pratese

In contiguità di Borgo al Cornio sorgeva l'antico Castellum Prati, sotto il dominio della potente famiglia feudale dei conti Alberti. Le due aree adiacenti, che andarono incontro a un fenomeno di aggregazione sotto un unico centro, detto sinecismo, costituirono le fondamenta della futura città di Prato.  Prima ancora della sua effettiva costituzione comunale, gli artigiani esercitavano già un’attività redditizia con numerose botteghe di lavoro e di vendita delle usatissime pelli di pecora e di altre pellicce pregiate. Nel 1107, non molto lontano dall’antico forte, nella località detta la Gualchera, dove sarebbe sorta Porta Capodiponte, si ha la prima testimonianza documentaria della lavorazione dei panni. Da un territorio con un'importante produttività agricola e artigianale, la futura Prato si avviava a essere già un centro industriale di rilievo, concentrando i propri sforzi sull’industria tessile. Un notevole apporto allo sviluppo laniero pratese venne dato dai vari monasteri maschili e femminili benedettini dislocati in tutta la vallata. Si ipotizza che ad opera dei monaci benedettini si originarono le prime gualchiere nel territorio e poco dopo, a imitazione delle monastiche, quelle dei ricchi possidenti del pratese. Nel XII secolo si ha menzione di lanaiuoli, panaiuoli o textores, come ad esempio un certo "Bonone" presente in alcune carte della badia di Montepiano nel 1164, mostrando come il commercio e certe fasi del processo lavorativo dei panni, fino ad allora circoscritti a una dimensione economica rurale e domestica, cominciasse a divenire l’occupazione prevalente di una specifica categoria di persone. L’attività di gualcamento o follatura veniva effettuata principalmente nella Val di Bisenzio, mentre l’attività di tintura, esercitata dagli abili tintores, si svolgeva a Prato, dando avvio a un ramo dell’arte tessile che acquisirà nel tempo sempre più importanza. Oltre al celebre marmo verde di Prato, dall'area del Monteferrato provenivano anche il granitone, dal quale si ricavavano le macine da mulino, e la terra di purgo, una varietà di argilla utile ai follatori per sgrassare e detergere le lane. Con la crescita dei traffici, il trasporto delle stoffe per conto di terzi lungo le gualchiere iniziò a essere affidato a una specifica categoria chiamata vecturales.

## L'età comunale e la corporazione dell'Arte della Lana
Nell'estate del 1107, l'anno in cui si ha una prima menzione della lavorazione in una gualchiera nel territorio pratese, le milizie comandate dalla contessa Matilde di Canossa assediarono la fortezza centrale e l'adiacente Borgo al Cornio. La "terra" di Prato si era trovata coinvolta nello scontro tra papato e impero in quanto sede primaria dei conti Alberti. Lo spostamento del loro fulcro amministrativo nei castelli di Vernio e di Mangona, tra la Val di Bisenzio e il Mugello, permise passo dopo passo l'affermazione di un'élite cittadina composta da mercanti, artigiani, prestatori di denaro, proprietari terrieri, notai e giudici, a cui spettò di dar vita al libero comune e che lentamente si affrancò dal potere feudale. Nel 1142 è attestata per la prima volta l'esistenza del comune di Prato retto da un governo consolare e nel 1193 si ha notizia di un primo podestà a Prato che, a causa dei contrasti fra le diverse classi e fazioni cittadine, doveva essere necessariamente forestiero.
Nel primo periodo comunale pratese sorsero alcune confederazioni artigianali, tra queste l'Arte dei mercanti della terra di Prato, alla quale i lanaioli pratesi si erano affiliati. Solo alla metà del Duecento iniziarono a costituirsi delle vere e proprie corporazioni artigiane, molto varie e insolite per un centro minore come Prato e che oscillarono nel corso dei secoli da un minimo di 15 ad un massimo di 25-26. In una memoria risalente al 1298 sono elencati gli Statuti delle arti communis et populi terre Prati et districtus:
| Breve artis casciaiolorum           | Breve artis biadaiolorum             | Breve artis et societatis spetiatiorum | Breve artis et societatis calthorariorum | Breve artis et societatis vinacteriorum seu tabernariorum | Breve artis et sotietatis fornariorum |
| Breve artis pistorum et fornariorum | Breve artis societatis barberiorum   | Breve artis acciaolorum                | Breve artis fabrorum                     | Breve artis lignaminis et copritorum domorum              | Breve Rectorie de Fighin              |
| Breve magistrorum lapidum           | Breve molendinariorum                | Breve artis sartorum                   | Breve artis mercatorum pannorum          | Breve societatis campsorum et bancheriorum                | Breve magistrorum tinorum et vegetum  |
| Breve artis lane                    | Breve artis et societatis notariorum | Breve aliud artis molendinariorum      | Breve artis tabernariorum                | Breve artis pizzicandolorum et merciadrorum               | Breve agrimensorum                    |

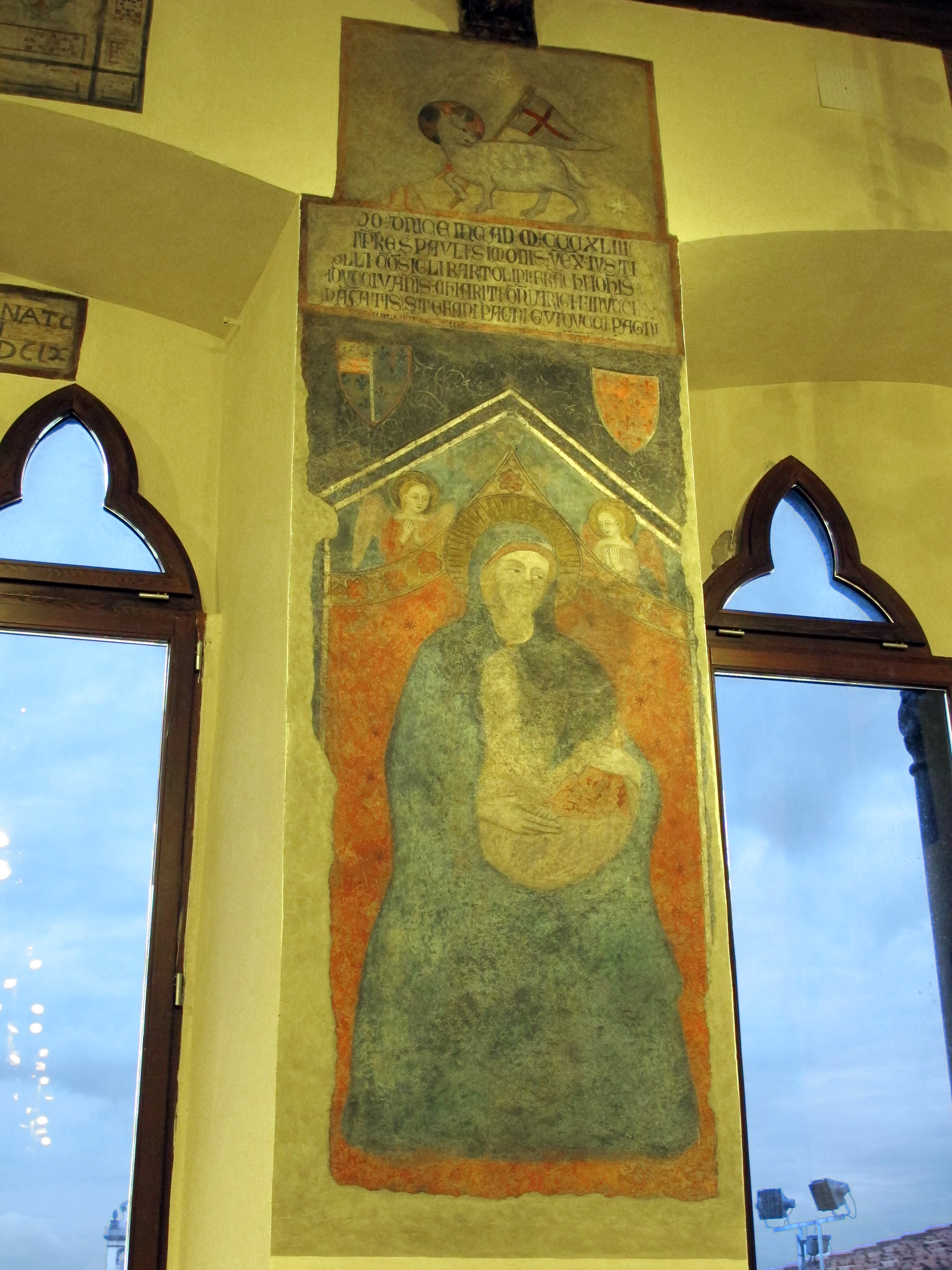
Affresco della Madonna degli Angeli con l'Agnus Dei, simbolo dell'Arte della Lana (Palazzo Pretorio)

L'Arte della Lana fu a Prato una delle gilde più importanti ed ebbe sede in piazza del Duomo presso l'attuale palazzo Vestri. Accanto sorgeva la chiesa dell'Arte, dedicata al patrono della corporazione, San Giovanni Battista. Una prima menzione diretta che si possegga della corporazione e dei relativi consoli risale al 1271, mentre il primo statuto è datato 1315, costituendo il più saldo e valido fondamento della storia dell'Arte della lana di Prato e insieme una delle fonti più cospicue per la storia dell'industria laniera in Toscana. Quattro erano i consoli che governavano l'Arte della Lana, diversamente dalle altre corporazioni con uno o due rappresentanti consolari, a testimonianza di come quella della lana primeggiasse su tutte le altre. I lanaioli erano veri e propri imprenditori che si occupavano dell'acquisto della lana indigena o straniera e ne organizzavano i vari processi di lavorazione mediante numerosi operatori intermedi specializzati, sia forestieri che indigeni, ognuno dei quali incaricato di una parte del processo di lavorazione, in un sistema di organizzazione definito Verlagssystem.
Sede della loro amministrazione ma anche di alcune fasi del processo produttivo erano le botteghe centrali, prese in affitto o di loro proprietà. Alla produzione e alla lavorazione seguiva l'attività di commercializzazione e di collegamento col mercato. Per tutto questo era necessario un forte impiego di capitale e i lanaioli per l'appunto si annoverano fra i maggiori detentori di ricchezza della città. Da aggiungere che nell'agro pratese veniva effettuata una raccolta abbondante di lino. I suoi commercianti erano detti "linaioli", iscritti all'Arte della Lana in mancanza di una propria corporazione artigianale. Prato nel frattempo si era ingrandita, abbellita ed era divenuta un luogo di incontro tra persone e culture. Dal 1243 è attestata la presenza di due colonie, una veronese e una lombarda, che esercitarono per lungo tempo le attività di lanaioli e tintori, a significare come la città fosse divenuta un centro economicamente promettente rispetto ai luoghi d'origine dei forestieri. Ma quella della Lana non era la sola corporazione tessile. Si ha menzione dell'Arte dei mercanti di panno, o detta anche di Calimala, nata a Firenze e che ebbe a Prato una sua propaggine. A memoria di ciò, esiste tutt'oggi una via Calimara, in un tratto di strada dove sorgeva anticamente «Burgo de Calimala». Qui, per tradizione vi si lavoravano i panni dell'Arte e nel XIII secolo si ha menzione di una gualchiera divenuta importante per merito delle consistenti commissioni di lavoro provenienti da Firenze.
Diffusi erano anche i tiratoi lanieri, di cui si ha notizia fin dal XIII secolo, strutture apposite per l'asciugatura dei panni a seguito delle operazioni di coloritura e lavaggio. Un tiratoio centrale verrà costruito solo nel Cinquecento a Piazza Mercatale. E proprio in questa piazza si teneva annualmente una grande fiera, in occasione della Natività della Beata Vergine Maria, evento significativo per l’economia cittadina. La fiera aveva una durata di tre giorni e culminava l’8 settembre con l’Ostensione della Sacra Cintola, una sottile striscia di lana finissima che la tradizione vuole sia appartenuta alla Madonna.  La preziosa reliquia era stata donata alla città dal mercante pratese Michele Dagomari nell'anno 1171 in punto di morte, dopo averla tenuta segretamente in custodia per trent'anni.

Alla fine del Duecento, in un periodo turbolento che vedrà contrapposti prima guelfi e ghibellini e poi guelfi bianchi e neri, sarà instaurato in città il regime popolare retto da un Gonfaloniere di Giustizia e dai Priori delle arti definiti Otto difensori del popolo. Degli ottocento pratesi che ebbero accesso a questa magistratura 60 furono proprio lanaioli. Nel tempo il commercio e l'esportazione locale ed estero si andavano espandendo. In Toscana si hanno persino notizie di panni pratesi da un noto personaggio dantesco, Pia de' Tolomei, citata da Dante nel V canto del Purgatorio. In un rendiconto redatto nel 1294 a Siena, la gentildonna parla di un braccio e mezzo di «saia di Prato» che aveva acquistato per cucire i calzari al figlio Andrea: «pro uno blanchio et dimidio de saia de Prato pro calceamentis Andree». Riguardo al commercio estero, alla fine del XIII secolo, i pratesi erano soliti frequentare le fiere di Champagne e nel 1281 si ha notizia di un cittadino di Prato che traffica seta ed ermellini nel quartiere di Pera a Costantinopoli.  

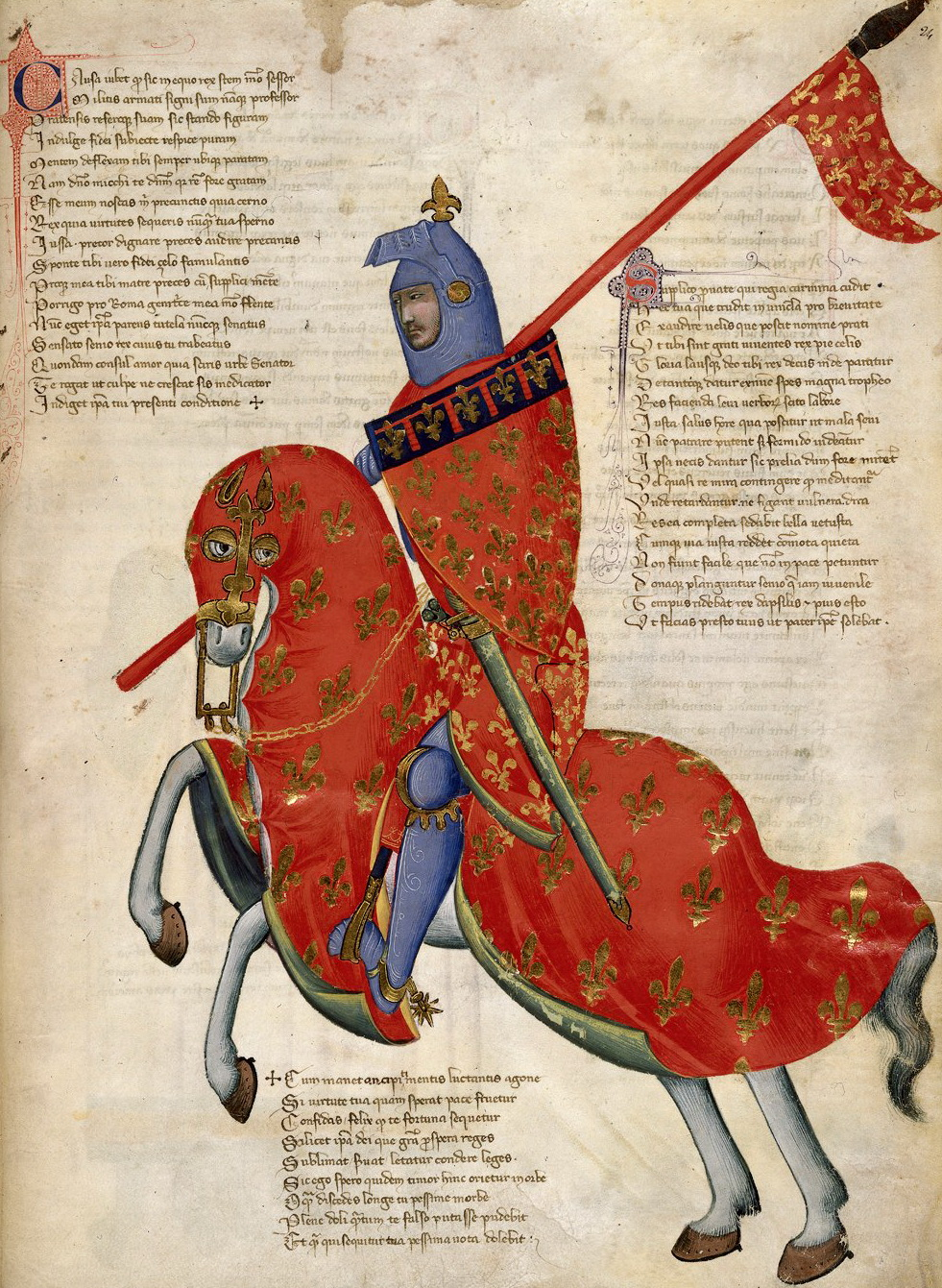
Miniatura cavalleresca dai Carmina Regia, raccolta di versi liturgici dedicati al re Roberto d'Angiò, signore di Prato.

Dato il notevole apporto economico alla città da parte di quella che era considerata la più importante industria del luogo, il governo comunale esercitava una stretta sorveglianza sull'Arte, sia per proteggerla, in quanto fonte di benessere principale e di sostentamento per la popolazione, sia per regolare il traffico intenso tra le botteghe in modo da non recare intralcio alla vita cittadina e all'igiene pubblica.  Esemplare è il decreto emanato nel dicembre 1298 che stabiliva che nessuna persona dovesse eseguire lavori attinenti all'Arte della Lana in città o nel distretto se non per conto di pubblici lanaioli originari di Prato. O ancora, nel 1305, si proibiva di esportare fuori dal distretto filati di lana, stami e pannilani grezzi senza la dovuta autorizzazione dei consoli della corporazione. I panni pratesi venivano esportati fuori dal distretto e dalla Toscana, tuttavia, vista la presenza dei cittadini di Prato un po' troppo esile rispetto a quella dei cittadini di altri centri, si è supposto che le merci pratesi venissero esportate a cura di altri, come ad esempio i vicini fiorentini. Da tempo Firenze aveva avviato le mire espansionistiche nella vicina città, tanto da indurre i pratesi a chiedere protezione al re Roberto d'Angiò di Napoli, nuovo signore di Prato.
Nella metà del Trecento l'economia in generale subì un brusco arresto. Nel biennio 1346-1347 Prato venne colpita da una grave carestia e nel 1348 la peste nera iniziò a infuriare in tutta la penisola italiana, mietendo un terzo della popolazione europea. Nei decenni successivi, fino ai primi del Quattrocento, il decremento cittadino pratese si registrò del 75%, mentre gli abitanti del territorio risultavano dimezzati. A complicare la situazione sociopolitica fu il definitivo tramonto dell'età comunale: nel 1351 la regina Giovanna I di Napoli cedeva per 17.000 fiorini d’oro il Comune di Prato e i suoi diritti alla Repubblica fiorentina. La città perdeva ogni autonoma politica pur mantenendo le proprie magistrature. Tuttavia, diversamente da quanto si possa pensare, l'assoggettamento a Firenze contribuì a un maggior sviluppo dell'arte tessile pratese. Ufficialmente parte della repubblica, Prato acquisì una maggiore libertà di movimenti e di esportazione con una crescente tutela dei suoi mercanti. Già da tempo mercanti pratesi e fiorentini si erano affiancati per svolgere commercio d’oltremare e si trovano nei più importanti centri di mercatura di panni. È in questo nuovo contesto che si affermarono i più importanti mercanti della città, in particolare Francesco di Marco Datini, divenuto simbolo dell'intraprendenza pratese.

## L'apporto di Francesco Datini
(Francesco Datini, Gran Libro dei conti, motto tipico dei mercanti medievali)

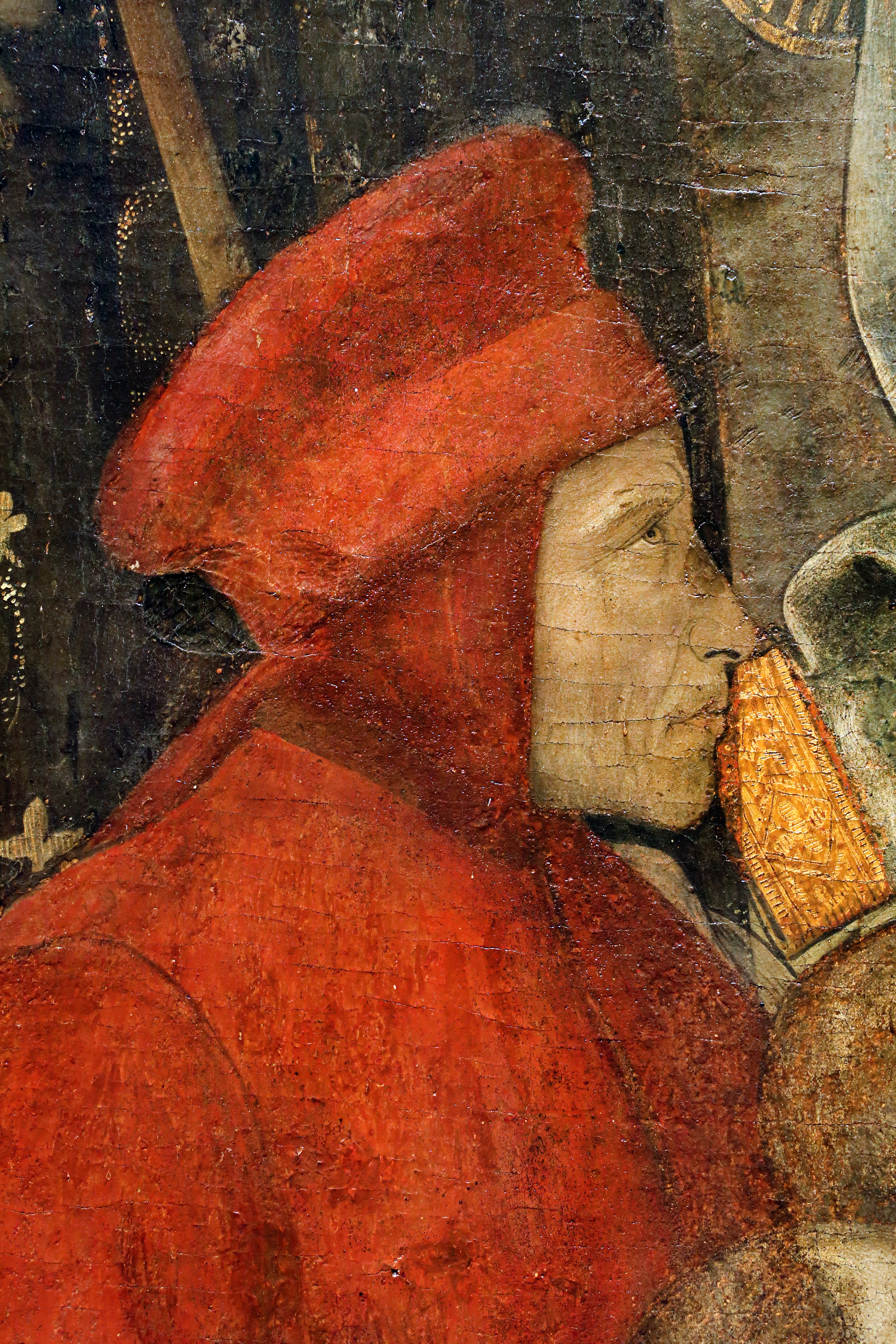
Ritratto del mercante Francesco Datini nella Madonna del Ceppo di Filippo Lippi

Rimasto orfano nel 1348 all'età di tredici anni per via della peste che imperversava, Datini lasciò giovanissimo la natia Prato. Appresi i rudimenti della mercatura e del "far conto" presso alcune botteghe fiorentine, egli si trasferì ad Avignone, sede allora del Papato, dove aveva dato vita a una fortunata attività commerciale. I primi traffici riguardarono armi ed armature, per poi estendersi a moltissimi articoli come lane, sete, pelli, coloniali, vini. Trascorso un periodo burrascoso a causa della guerra degli Otto Santi, Datini instaurò una fitta rete di traffici commerciali in molte città europee e del Mediterraneo tra cui Avignone, Firenze, Pisa, Genova, Barcellona, Valenza e Palma di Maiorca, e Stati come Inghilterra, Marocco, Siria, Egitto, Romania, accumulando nel tempo un'ingente fortuna. Dal 1378 le complesse vicende del papato fecero sì che Avignone, non più sede pontificia, perdesse gran parte della propria importanza, motivo che spingerà Datini a ritrasferirsi nel 1382 a Prato, città dalla quale dirigerà le sue numerose aziende. Iscrittosi all’Arte della Lana, costituirà nel proprio palazzo un proprio fondaco e impianterà in città diverse officine di filatura, tessitura e tintoria. L'archivio delle sue carte (oltre 150.000 documenti sciolti e circa 600 registri), conservatosi miracolosamente e ritrovato intatto nel XIX secolo, rappresenta una fonte unica per la storia del mondo mercantile europeo nella seconda metà del Trecento.
Da queste carte emerge, tra i numerosissimi e più disparati esempi, quali erano i tipi di tessuti che si fabbricavano in quel tempo a Prato, distinti per tipologia, come i bigelli o i monachini, o per varie sfumature di colore «morelli, sbiadati, turchini, celestini, marroncini, bigi, verdi, bruni, verdi sambucati, bianco lattati, pavonazzi, di grana», alla fine tutti distinti col nome del lanaiolo che li aveva lavorati. La sua attività assicurò a Prato e alla sua industria un impulso notevole, aprendole i più vasti orizzonti per una costante e attiva esportazione di panni. Datini morirà nel 1410 senza eredi, lasciando il suo enorme patrimonio alla Casa e Cieppo de' poveri di Francesco di Marco un'istituzione pubblica di beneficienza per i poveri, detta anche "Ceppo nuovo" (un altro ente assistenziale fondato nel 1283 era detto il "Ceppo Vecchio") che ebbe sede nel suo stesso palazzo.

## Il Sacco di Prato e la decadenza dell'industria tessile
(Niccolò Machiavelli, La mandragola, atto primo, scena seconda)
Se quasi tutto il Quattrocento può essere considerato un secolo di floridezza economica per l'industria tessile di Prato (eccetto l'inizio di una stagnazione nella seconda metà del secolo), la concorrenza manifatturiera che si era diffusa nel frattempo in Europa, specie in Inghilterra, a partire dalla seconda metà del Cinquecento, aveva provocato una contrazione del settore tessile in tutta la Toscana. Data memorabile nella storia di Prato è il 29 agosto del 1512, giorno in cui si verificò il tragico sacco compiuto dalle truppe spagnole comandate dal generale e viceré di Napoli, Raimondo de Cardona. L'esercito si trovava in marcia contro Firenze, accompagnato dal cardinale Giovanni de' Medici, futuro papa Leone X, per ripristinare il potere della famiglia, in seno alle decisioni prese nel Congresso di Mantova. L'assalto a Prato, durato ventidue lunghi giorni, fu una sorta di prova di forza contro la vicina Firenze repubblicana e ribelle ai Medici, cacciati dalla loro città diciotto anni prima nel 1492 con la morte di Lorenzo il Magnifico. Prato pagò un tributo altissimo di vite umane, complice la quasi totale assenza di soldati fiorentini a presidiare le mura cittadine, in cui non furono risparmiati neppure coloro che cercavano rifugio nelle chiese di Santo Stefano, San Domenico e San Francesco. Le ricchezza della città, non così ingenti per via di un impoverimento già in atto, furono depredate dai soldati, altre furono messe in salvo. Cospicuo fu invece il riscatto per i cittadini pratesi presi in ostaggio dalle truppe spagnole, una somma calcolata tra i 30.000 e i 50.000 fiorini d'oro.
(Cesare Guasti, Il sacco di Prato e il ritorno de' Medici in Firenze nel 1512. Documenti per la massima parte inediti. Parte II, p. 205-206)
Forme di intervento e di sussistenza economica furono messe quasi subito in atto dalla Repubblica fiorentina. Per 12 anni vennero concesse a Prato delle immunità fiscali, mentre varie gabelle, appannaggio dei fiorentini, furono riscosse per un periodo a beneficio della comunità pratese. Nei 14 anni successivi la popolazione ebbe la somma di 40.000 ducati per provvedere alle distribuzioni annuali di vino, grano e denari ai più bisognosi e nel 1543 la città venne esentata in perpetuo dalla "decima" a patto di una somma forfettaria da versare annualmente. Misure quasi necessarie, dato che ad aggravare la situazione aveva contribuito nel 1527 una nuova epidemia di peste. Nel 1542 si ha notizia di un nuovo statuto dell'Arte della Lana (la cui struttura rimarrà immutata fino alla sua abolizione nel 1770), che fornisce notizie dettagliate sull'organizzazione della corporazione e della lavorazione dei pannilani. Ma ancora una volta, due gravi carestie nel biennio 1546-47 colpiscono la città: prima una siccità senza precedenti immobilizzò la rimanente industria efficiente, poi una travolgente piena del fiume Bisenzio fu causa di «gran rovine di mulini, di gualchiere, di magli, et altre belle e utili fabbriche che aveva sopra la riva». Il XVI secolo segnò dunque per l'industria laniera e tessile di Prato una forte decadenza. Esemplari le parole della religiosa fiorentina, santa Caterina de' Ricci, in una lettera scritta dal monastero di San Vincenzo a Prato e indirizzata al fratello: «E di più mi ha detto questo amico, che questi lanaiuoli sono tutti falliti; e che non è da fidarsi di nessuno, senza mallevadore buono». Negli ultimi anni del Cinquecento, malgrado ciò, la città sembrava essere in «gagliarda ripresa» e lo scrittore Giovanni Miniati, descrivendo Prato, nel 1596, faceva notare come l'arte della lana fosse notevolmente esercitata e come centro del commercio cittadino fosse ancora piazza Mercatale, dove più di sessant'anni prima, nel 1531, era stato fatto costruire dalla corporazione un grande tiratoio, spazio ad uso pubblico destinato ai singoli lanaioli in cui potevano "tirare" ed asciugare la lana.
(Giovanni Miniati, Narrazione e disegno della terra di Prato di Toscana, tenuta delle belle terre d'Europa)

## Tra Cinque e Settecento. La trasformazione del settore industriale

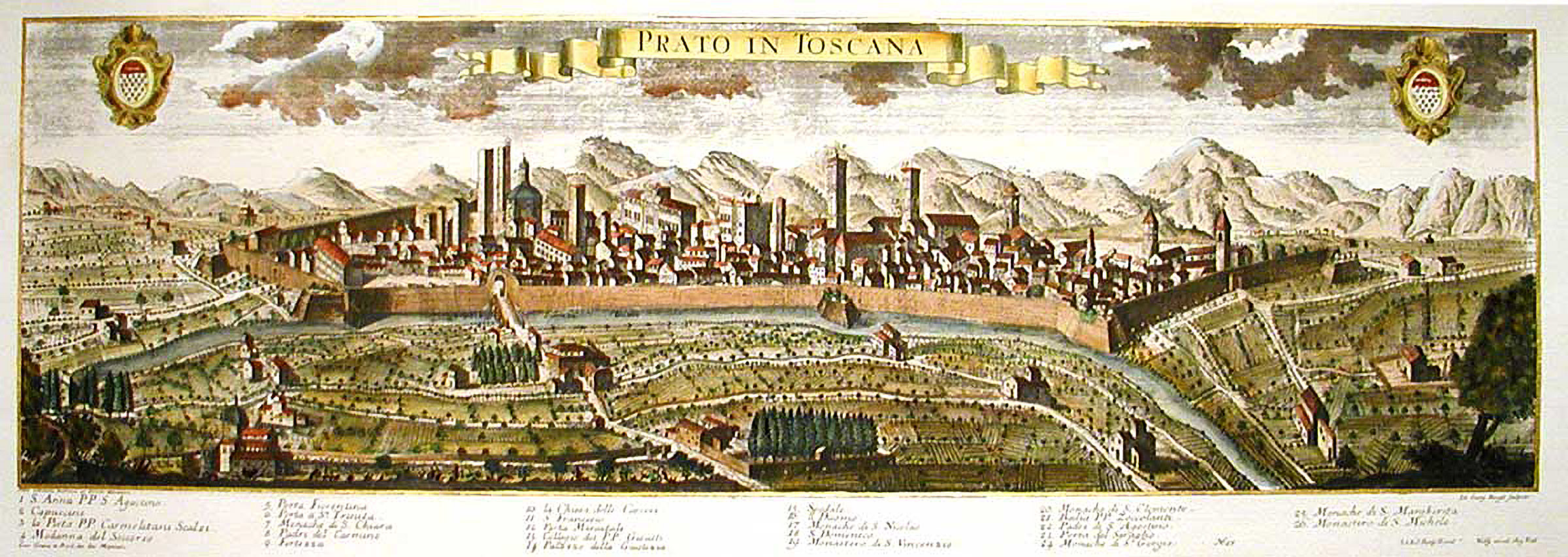
Veduta di Prato (1735)

Con il consolidamento del potere mediceo, prima con il Ducato di Firenze nel 1532, poi con l'instaurazione granducale del 1569, la legislazione economica dell'arte pratese si ispirò ai principi del protezionismo e del controllo qualitativo della produzione locale. Firenze, prima potenza economica e tessile del Granducato, vi proibì innanzitutto l'afflusso dei tessuti fabbricati in altri centri della Toscana, nonché di esportare fuori dal contado pratese le materie prime necessarie per l'industria.
Le prescrizioni relative alla qualità della produzione furono numerosi, come ad esempio le disposizioni sulla larghezza, la lunghezza e i colori dei tessuti, la qualità del sapone usato per la purgatura e le tecniche utilizzate. D'altra parte, la capitale granducale cercò di impedire la concorrenza dei centri minori nella fabbricazione di panni di qualità, imponendo una serie di limitazioni sulla circolazione libera dei tessuti. Tuttavia, le cause della crisi industriale pratese non sono da ricercare esclusivamente nella legislazione fiorentina e nelle decisioni del governo centrale. Nel complesso, il periodo che va dagli inizi del XVI secolo fino al 1650 costituisce un'epoca in cui l'attività tessile e laniera di Prato risulta relativamente depressa. Solo dopo la metà del Seicento inizierà a registrarsi una tendenza del mercato in forte ascesa. Intanto, nel 1653 una concessione granducale di Ferdinando II de' Medici aveva elevato Prato a rango di Città, nonché a diocesi con la bolla Redemptoris nostri di papa Innocenzo X, contestualmente unita aeque principaliter alla diocesi di Pistoia. La ripresa dell'industria tessile fu sostenuta, in particolare, dall'immigrazione in città di una numerosa colonia di emiliani «per occuparsi in special modo di arti tessili ed ancora più di quella della lana, per la quale tornarono, si dice, in grande onore le tintorie». L'aumento della popolazione a Prato veniva messo in relazione con la ripresa del settore industriale, come si legge in una lettera scritta dal vicario generale di Prato, Monsignor Gini, datata il 26 agosto 1660, e indirizzata al canonico gesuita Francesco Cicognini:
| 1427 | 1487 | 1517 | 1541 | 1630 | 1641 | 1663 | 1720-1770  |
| ---- | ---- | ---- | ---- | ---- | ---- | ---- | ---------- |
| 26   | 19   | 12   | 13   | 12   | 15   | 22   | da 22 a 26 |

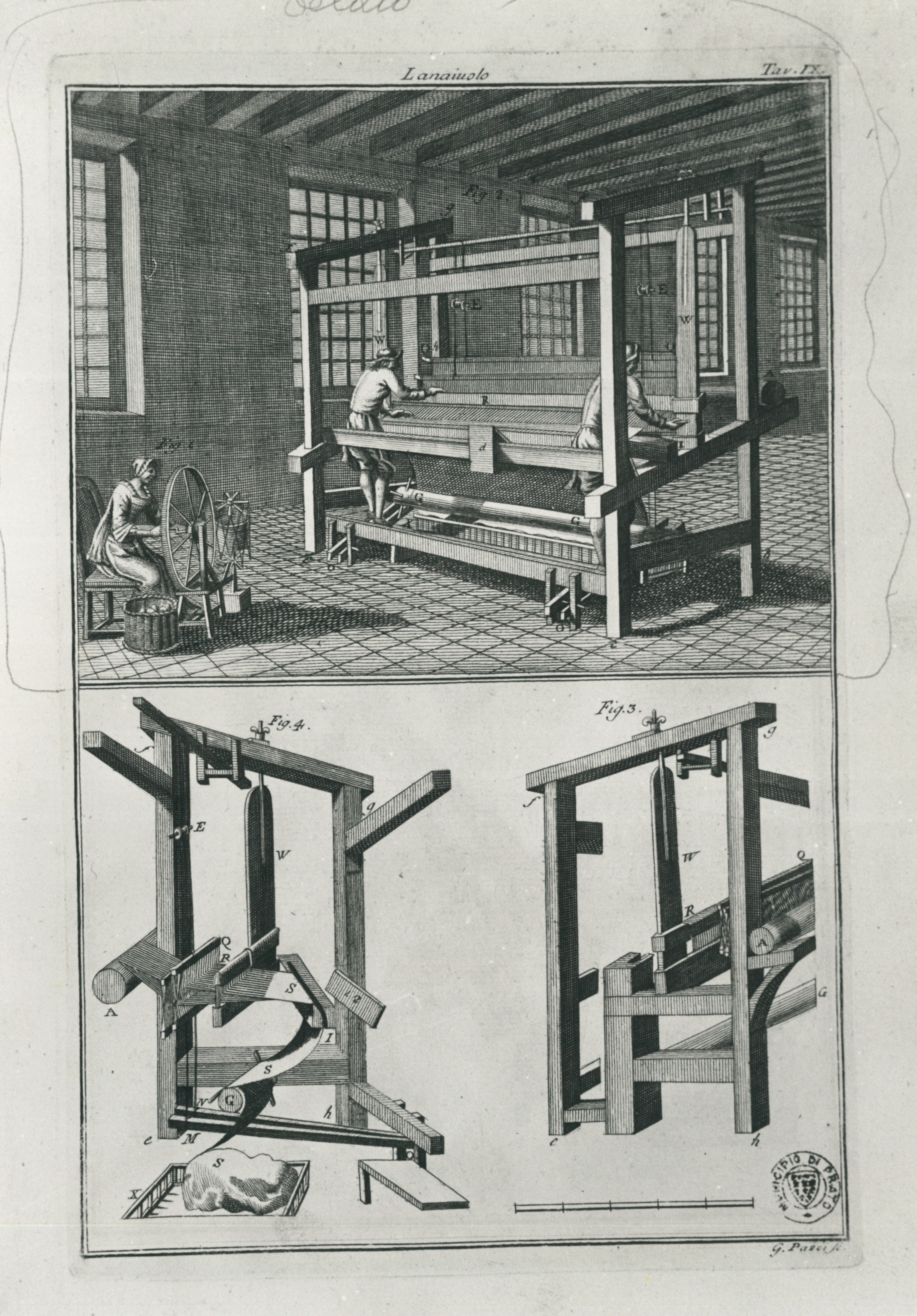
Tavola calcografica contenuta nel volume Il lanaiuolo ovvero L'arte di fabbricare i panni di lana principalmente intorno a ciò che appartiene a' panni fini di Henri Louis Duhamel du Monceau (1776)

La funzione accentratrice di Firenze era venuta meno nel tempo e il modello di economia regionale affermatosi in Toscana con la formazione dello stato territoriale in cui la capitale godeva una posizione di privilegio si apprestava definitivamente a mutare. Alla base del successo e della ripresa dell'industria tessile a Prato concorsero numerosi fattori come la decadenza del settore laniero fiorentino e il livello dei salari pratesi più bassi che rendevano più competitiva la produzione tessile rispetto a quella della capitale. Dal punto di vista demografico ed economico si registrò un aumento generale della popolazione toscana, un aumento della domanda interna e la crescita del mercato estero.
Un altro fattore importante da non sottovalutare per la crescita del settore tessile fu il campo della moda. I tessuti pratesi, meno pregiati di quelli fiorentini, si adeguavano meglio ai mutamenti del gusto rilevati in varie aree europee. La nuova tendenza settecentesca segnò un più ampio ricorso al mercato da parte delle fasce di popolazione più basse che abbandonavano o riducevano la tradizionale produzione domestica per autoconsumo. Molti si lamentavano del nuovo lusso degli abitanti delle campagne «che più contenti non sono del vestito del lanificio lavorato dalle mani delle loro donne».
A soddisfare i gusti e la domanda di questo strato sociale della popolazione fu la produzione pratese piuttosto che quella fiorentina, orientata a un mercato più lussuoso e caro. Da precisare che nel Settecento l'industria della lana a Prato è solo uno dei tipi di attività tessile esercitata, neppure il più importante sotto il profilo quantitativo. Rispetto ai secoli precedenti, nel XVIII secolo la lavorazione del cotone, della canapa e del lino acquisiranno un notevole rilievo nell'industria cittadina. Nella relazione di un'inchiesta economica promossa nel 1766 dal granduca Pietro Leopoldo, si registrano in città 48 mercanti attivi distinti tra imprenditori di lana, di lino e canapa. Sempre nella relazione leopoldina si legge che nell'ambito della produzione tessile la prima posizione spetta alle mezzelane (un tessuto misto di lana e cotone), seguono i panni lini, panni di lana e infine tessuti di cotone detti "bambagini". Risulta invece assente la produzione di seta. Eccetto la lana, quasi tutta la materia prima utilizzata nel settore tessile pratese veniva importata fuori dal granducato.
| Mezzelane (pezze) | Panni lini (pezze) | Pannine (pezze) | Bambagini [cotone] (pezze) | Lino pettinato (libbre) | Canapa pettinata (libbre) |
| ----------------- | ------------------ | --------------- | -------------------------- | ----------------------- | ------------------------- |
| 11.601            | 5.190              | 1.915           | 745                        | 33.689                  | 55.802                    |

Dopo le prime fasi della lavorazione nelle botteghe cittadine, la materia prima veniva trasportata in campagna per la filatura da piccoli trafficanti chiamati lanini e stamaioli. L'attività di filatura costituiva un'attività prettamente femminile, facilmente integrabile con i lavori domestici e l'utilizzo di attrezzi non complessi e costosi, come ad esempio la rocca, il fuso o un filatoio a ruota. L'espansione del mercato e la difficoltà a reclutare lavoratrici domestiche per la filatura «sospingeva verso la creazione del sistema di fabbrica», renderà necessario accentrare questa fase di produzione in un unico ambiente lavorativo. Al contrario, la fase di tessitura veniva svolta esclusivamente dentro le mura cittadine poiché richiedeva una maggiore assiduità del lavoratore e una spesa iniziale molto consistente per l'acquisto di un telaio. Si trattava di un'attività, anche questa, esclusivamente femminile in quanto manodopera meno costosa, svolta quasi del tutto in forma domiciliare.
Le donne ricevevano il filo dai mercanti-imprenditori e restituivano il tessuto, rendendo difficile rispondere alla domanda se i mezzi di produzione, come il telaio, fossero proprietà o meno del committente. Il tessuto poi subiva la purgatura, vale a dire lavato e sgrassato in delle apposite botteghe, immergendolo in un composto di acqua calda, liscivia e urina fermentata. Successivamente veniva riportato fuori città nelle gualchiere, per la follatura, ossia la battitura in una vasca di acqua e argilla mediante pesanti mazzuoli di legno che inspessivano e infeltrivano il tessuto. Il sistema secolare della gualchiere pratesi esercitava una forte attrazione per tutta l'industria laniera toscana. Molti di questi tessuti lanieri toscani, oltre naturalmente a quelli locali, subivano a Prato anche il successivo processo di cimatura. Intorno agli anni '60 del XVIII secolo erano cinque le botteghe dei cimatori a Prato che eseguivano tale operazione, vale a dire di sollevare il pelo dei panni e di uniformarlo mediante l'ausilio di cesoie. La tiratura della pezze, che doveva consentire la migliore aerazione, veniva effettuata nei vari tiratoi della città, in particolare presso il grande tiratoio in piazza Mercatale, demolito nel 1783 e ricostruito dall'architetto Giuseppe Valentini, poi riabbattuto definitivamente in epoca fascista nel 1932. Infine il prodotto veniva immesso nel mercato e incanalato nei vari flussi commerciali in base alla dimensione della bottega produttrice.
Nel complesso un terzo della produzione tessile pratese veniva esportato e se i lanaioli minori operavano nel mercato interno, la merce dei grandi imprenditori veniva esportata da Livorno «a mercanti maltesi, genovesi e napoletani, e gli due terzi tra Bologna, Maremme di Siena e Piombino». Con l'avvio delle prime riforme leopoldine, nel 1770 ebbe inizio la soppressione delle arti di origine medievale in tutto il Granducato, sostituite dalla Camera di Commercio, Arti e Manifatture con sede a Firenze. La corporazione dell'Arte della Lana a Prato venne soppressa ufficialmente con decreto granducale il 27 novembre 1775.

### La produzione dei berretti alla levantina (fez)
(Enrico Bruzzi, L'arte della lana in Prato, p. 92)

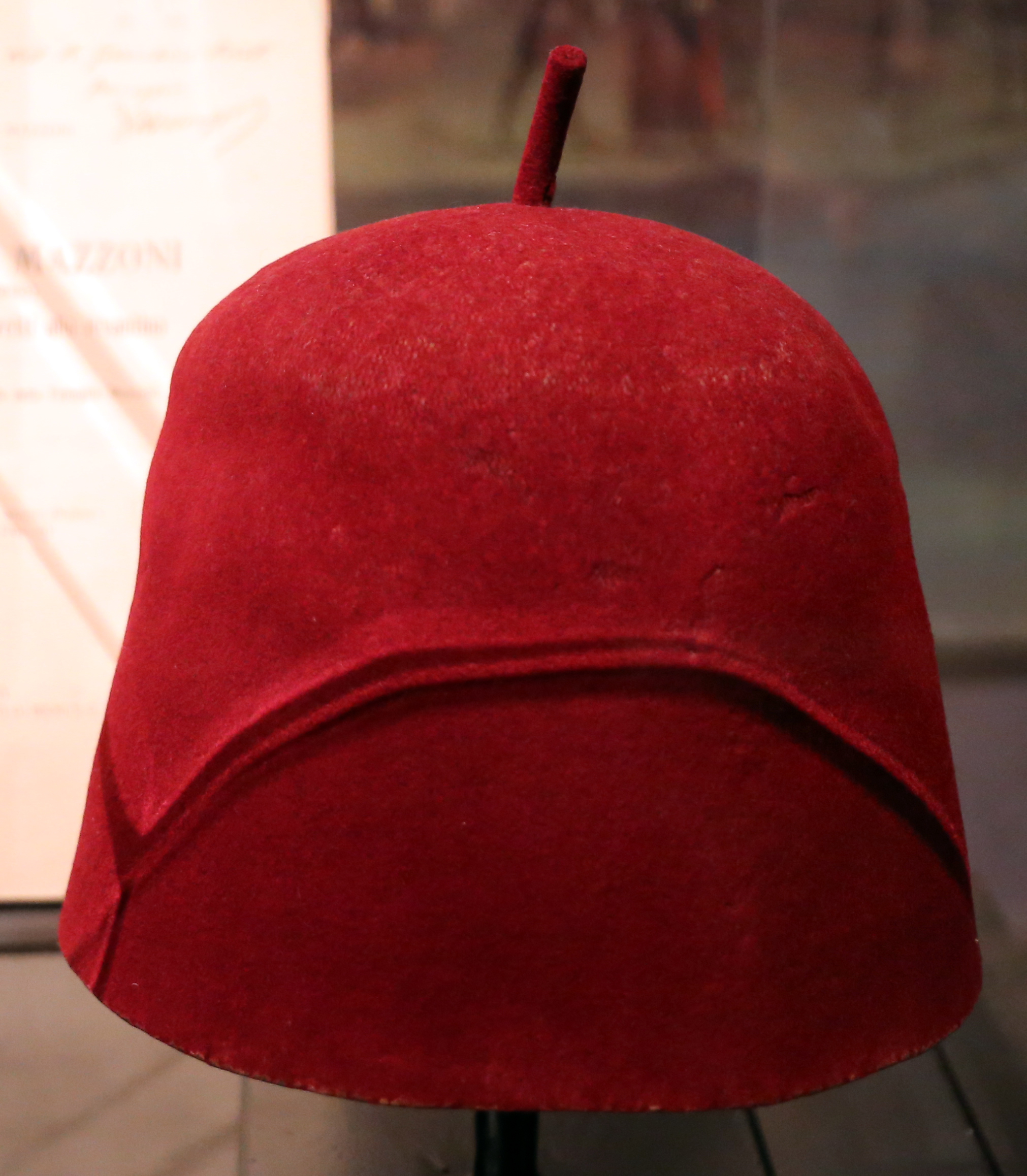
Fez toscano di fine Ottocento (Museo del Tessuto, Prato)

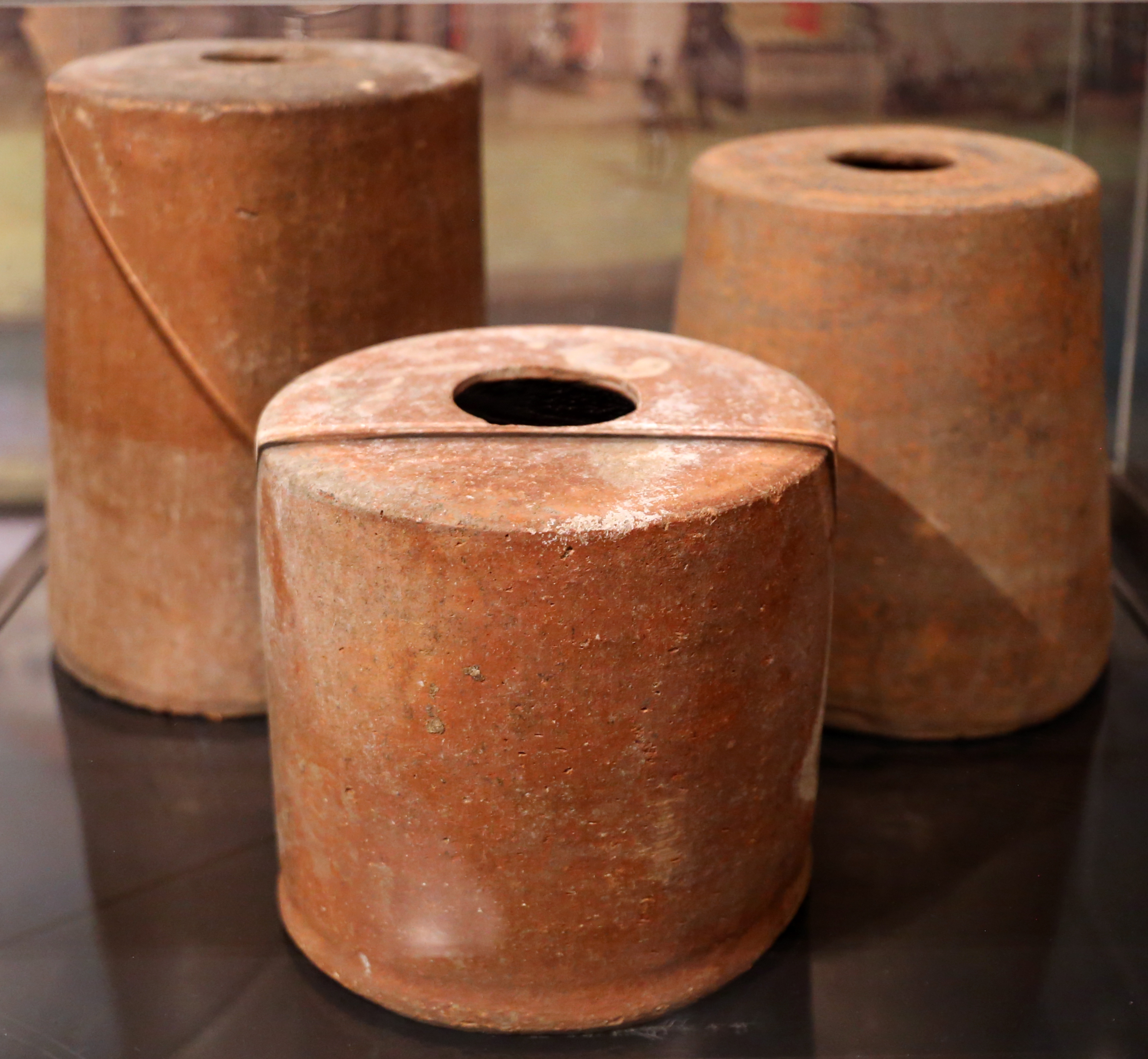
Forme in terracotta per la lavorazione dei berretti alla levantina (Museo del Tessuto, Prato)

Negli ultimi decenni del XVIII secolo iniziò ad affermarsi a Prato la fabbricazione dei «berretti all'uso dei popoli di Levante», detti cicìe, poi fez. Questa nuova attività produttiva, agevolata dallo smercio in espansione sui mercati esterni e dalla qualità dei prodotti fabbricati, intensificò di molto il tasso di crescita complessivo in città. La tradizione produttiva dei berretti di lana era già storicamente presente a Prato a partire dal Cinquecento, mentre in Toscana un appalto granducale del 9 marzo 1662 concedeva ai mercanti Pietro Giordano di Marrob e a Caleb di Ferro Ebreo, un privilegio «ch’essi introducessero in Toscana l’arte di fabbricare berretti di lana ad uso di quelli di Levante». La nuova attività si era affermata nei primi anni '80 del Settecento per via di una richiesta di fez da esportare in Turchia commissionata a Vincenzo Mazzoni, imprenditore nato a Firenze intorno al 1740 ma residente e attivo a Livorno. Mazzoni decise di coinvolgere nella produzione Giovacchino Pacchiani, un lanaiolo pratese impegnato nel settore della tintura. La nuova Società Mazzoni-Pacchiani ebbe sede mercantile a Livorno e sede industriale a Prato, consolidando un rapporto commerciale attivo tra le due città fin dal Seicento.
I primi berretti furono fabbricati in feltro ma l'operazione commerciale si rivelò inizialmente un insuccesso, in particolare a causa della poca elasticità dei berretti, una caratteristica richiesta dai consumatori. La soluzione venne trovata introducendo la lavorazione dei berretti a maglia, detta «a guisa di calza», un'attività svolta prevalentemente a domicilio dalle donne, ma che trovò lavoro anche nelle case di pena o presso i pii istituti. Una classe specializzata di uomini era invece impegnata nella cimatura dei berretti. I fez venivano posti su delle forme in terracotta e rifiniti con delle apposite forbici, per essere poi follati presso le gualchiere di Remole, a pochi chilometri da Firenze. Il prodotto finito veniva trasportato a Livorno via fiume, lungo l'Arno, e da lì smerciato nei mercati del medio Oriente. Il 19 agosto 1788 il granduca Pietro Leopoldo di Lorena con motu proprio concedeva alla Società Mazzoni-Pacchiani una lira per ogni dozzina di berretti che sarebbero stati esportati, ricompensa governativa decisa da un incontro privato tra il Mazzoni e il granduca e che favorì ulteriormente l'espansione dell'attività. Nel 1790 si contavano 4.000 persone impegnate nell'industria, composta per lo più da quella «classe indigente di Prato e Pistoia e delle loro adiacenze».
La crescita fu tale che indusse la società a rimodulare l'organizzazione del lavoro e ad adottare un sistema industriale non più "sparso" e a domicilio, ma bensì verticale, controllabile e coordinabile in un unico luogo. Nel 1792 veniva così fondata da Giuseppe Pacchiani, figlio di Giovacchino, la prima fabbrica per berretti ubicata in via del Carmine, vicino piazza Mercatale. Anche i figli di Giovanni Mazzoni, Gaetano e Lazzaro, furono impegnati nella società e si dedicarono a migliorare la qualità dei prodotti, cercando nuovi macchinari per la lavorazione dei panni e in particolare a migliorare il colore dei berretti. E a questo scopo che riuscirono a introdurre in Toscana, sui monti livornesi, una cocciniglia della famiglia dei Kermesidae, importato dalla Francia e della Spagna, e che costituì uno dei principali colori dei loro fez. Dal 1790 al 1801 si conteggiarono circa 2.000.000 di berretti prodotti dalla Società Mazzoni-Pacchiani. Durante le guerre napoleoniche la produzione e l'esportazione subirono delle forti oscillazioni, ostacolate oltretutto dal controllo marittimo inglese nel Mediterraneo durante il Blocco continentale e dal timore che la Turchia, la più grande importatrice, entrasse in guerra. A ridimensionare l'industria dei berretti contribuì, inoltre, una nuova industria emergente negli anni Venti dell'Ottocento, quella dei cappelli di paglia, anch'essa svolta principalmente da manodopera femminile e dalla quale riuscivano a ottenere un maggiore guadagno rispetto alla lavorazione a maglia dei fez. Dopo la morte dei due fondatori, gli eredi di entrambe le famiglie proseguirono la fabbricazione dei berretti ed estesero l'industria manifatturiera nella produzione di panni e delle uniformi militari, tra i maggiori Alessandro Pacchiani. La Società Mazzoni-Pacchiani risultò ufficialmente in liquidazione dopo il 1847.

## L'industrializzazione nell'Ottocento

Trecciaiole (dette "pigionali") adulte e bambine a Poggio a Caiano in provincia di Prato, 1896.

Un'ulteriore attività produttiva a quella dei fez, decisiva per lo sviluppo dell'economia pratese in chiave protoindustriale, fu la lavorazione della paglia, arte antichissima attestata già in Toscana nel 1341.  L'attività ebbe un notevole sviluppo nel Granducato per merito di un bolognese, Domenico Michelacci, stabilitosi a Signa nel 1714 e dove introdusse la lavorazione dei capelli a paglia, ottenuta da un tipo di grano detto "marzuolo", destinato unicamente all'intreccio e non a un consumo di tipo alimentare. Michelacci fu il primo a iniziare un vero e proprio commercio con l'estero, in particolare con Londra. Ma fu durante la Restaurazione, precisamente negli anni 1818-26, che il settore della paglia si trovò al centro di un'espansione senza precedenti, grazie al successo commerciale ottenuto nei mercati europei e nordamericano di un tipo di cappello detto fioretto, prodotto prima nei comuni di Signa e Brozzi, poi estesosi rapidamente a Sesto Fiorentino, Carmignano, Campi Bisenzio e Prato.

Il settore della paglia, che riuscì a contare in Toscana circa 100.000 addetti, aveva investito Prato sin dagli albori e rappresentava per le sue caratteristiche di manifattura rurale quell'occasione, meglio del settore tessile, per integrare i bassi redditi agricoli e realizzare «un proficuo aggancio con il mercato internazionale». Tra le prime fabbriche che incrementarono l'esportazione dei cappelli di paglia a Prato compare la ditta Casa Vyse and Sons, fondata nel 1812 dall'imprenditore inglese Tommaso Wyse poi Vyse. In pochi anni altri opifici della paglia furono fondati in città, ma quella dei Vyse rimase la più importante, fornendo «annualmente lavoro a non meno di 15.000 lavoranti». L'attività fu portata avanti negli anni dai figli e dai nipoti, poi ceduta nel 1880.  

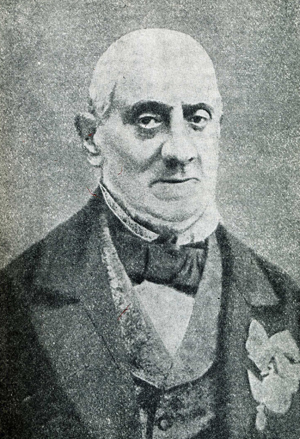
L'imprenditore Giovan Battista Mazzoni.

### Giovan Battista Mazzoni e l'avvio dello sviluppo industriale
(Giovan Battista Mazzoni, Il progresso dell’ industria e del commercio conduce al generale perfezionamento sociale e politico in Pel calendario pratese 1846-1851: memorie e studi di cose patrie, p.186)
L'imprenditore Giovan Battista Mazzoni è considerato il pioniere della moderna industria tessile pratese. Cresciuto in una famiglia religiosa, venne avviato in gioventù agli studi seminariali, ma si iscrisse all’Università di Pisa ottenendo nel 1812 «il grado di Baccelliere ès-lettres, e ès-sciences». Sempre quell'anno Mazzoni fu uno dei venticinque allievi fondatori della Scuola Normale Superiore di Pisa, istituita per decreto napoleonico il 18 ottobre 1810 con lo scopo di creare una succursale dell’École Normale Supérieure parigina, ma che iniziò la propria attività soltanto nel 1813, quando i primi studenti di Lettere e Scienze si stabilirono presso il nuovo istituto. A una carriera accademica o professionale tuttavia Mazzoni maturò l'idea di dedicare la sua vita alle arti e alle manifatture con l'obiettivo di colmare il divario tecnologico esistente tra l’arretrato sistema manifatturiero pratese, ma in generale italiano, e gli innovativi opifici meccanici europei, specie inglesi e francesi. Iniziò, pertanto, a frequentare la facoltà di Scienze naturali presso la Sorbona di Parigi grazie a un sussidio della durata di due anni accordatogli il 13 gennaio 1815 dal granduca Ferdinando III. Nella capitale francese Mazzoni frequentò le lezioni di Georges Cuvier e André-Marie Ampère, approfondendo il campo delle scienze naturali applicati alle arti meccaniche e all'arte dei tessuti, in special modo alla lana. 

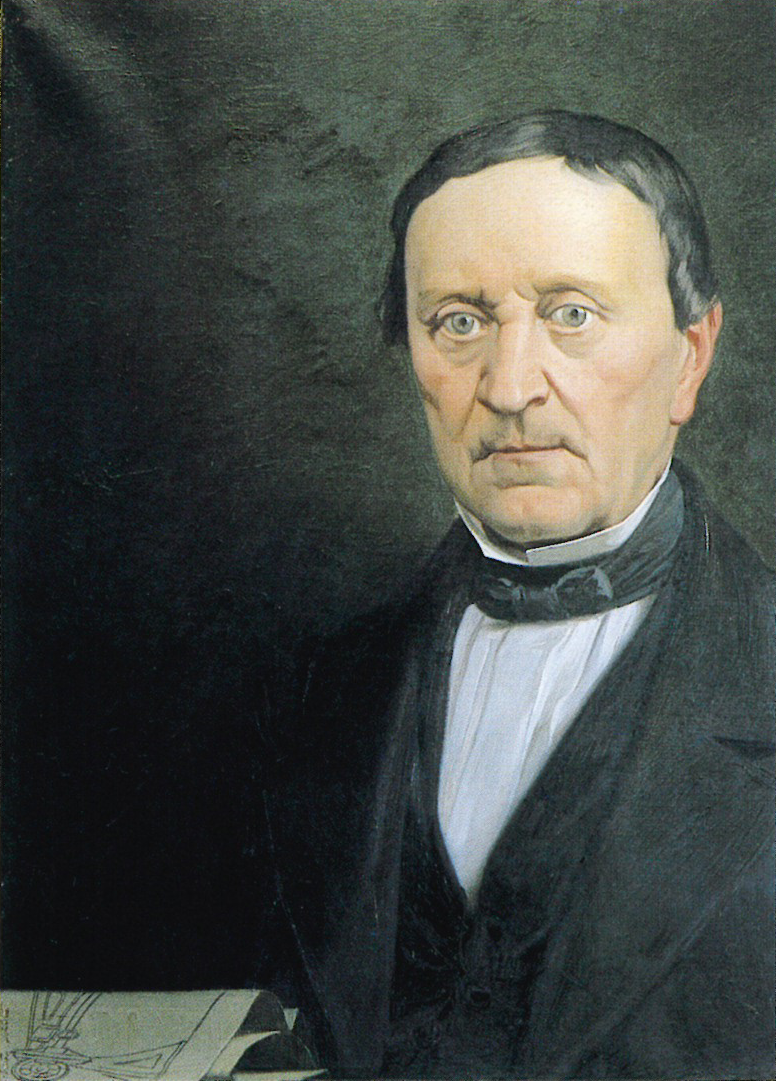
Alessandro Franchi, Ritratto di Luigi Cornet, 1873 ca. (Museo civico di Prato)

Visto il proibizionismo industriale diffuso in Francia e in Inghilterra che vietava severamente l'esportazione di disegni e di modelli delle macchine, Mazzoni riuscì a introdursi con astuzia in diverse fabbriche e officine per carpirne le tecniche segrete di costruzione, camuffandosi persino da «soldato reduce dalla battaglia di Waterloo, mancante di mezzi per tornare in Italia». Alla fine del 1819, dopo cinque anni di permanenza a Parigi e conseguita un'ulteriore laurea in Scienze, fece ritorno a Prato e impiantò con l'aiuto di pochi operai un'officina presso l'antico Convento di Sant'Anna. Le prime costruzioni di successo riguardarono delle macchine per filare e tessere il cotone, ma i suoi sforzi si incentrarono sulla lavorazione laniera e appena qualche anno dopo, tra il 1823 e il 1824, riuscì nell'impresa di costruire delle macchine per la filatura e la cardatura della lana. L'officina era diventata nel frattempo una fabbrica a tutti gli effetti e l'imprenditore si decise a istruire i molti operai che ormai vi lavoravano, istituendo a tale scopo una scuola a sue spese e invitando i «campagnoli circonvicini» a frequentare corsi per imparare e a leggere e a scrivere, iniziative benefiche che gli valsero elogi dall'Accademia dei Georgofili, la prestigiosa società fiorentina di cui era stato nominato membro qualche anno addietro. Altra sua innovazione fu quella di adoperare la forza idraulica di un mulino per alimentare le macchine, sino ad allora azionate dalla forza animale di un bue e di un cavallo. Così nel 1824 impiantò la prima filatura e cardatura meccanica azionata dalle acque del Bisenzio in un mulino in località degli Abatoni nella frazione di Santa Lucia. L'apporto tecnologico e imprenditoriale dato dal Mazzoni non solo a Prato ma a tutta la Val di Bisenzio fu notevole e lungimirante.
Mosso da uno spirito filantropico e di abnegazione, egli condivise i suoi progetti e i suoi disegni con la collettività, mettendo a disposizione, inoltre, i propri operai specializzati affinché venissero moltiplicati i macchinari tessili in tutto il territorio, tutto in un'ottica positivistica secondo cui il progresso dell'industria e del commercio avrebbe condotto a un generale perfezionamento sociale e politico. A lui si deve la costruzione nel 1828 di una prima garzatrice meccanica e, sempre nello stesso anno, di una cimatrice meccanica mediante l'ausilio di Luigi Cornet, ingegnere meccanico francese trapiantato a Prato. Tuttavia, in città non mancarono sporadiche manifestazioni luddistiche, come quella avvenuta il 6 dicembre 1831 in cui un «tumulto di berrettai urlanti» e di battilana sfilò al grido di «Abbasso le macchine!». Mazzoni è annoverato anche tra i fondatori della Cassa di risparmio di Prato, istituita come società anonima affiliata alla Cassa di risparmio di Firenze e da considerare come una delle più antiche Casse di risparmio italiane, avendo seguito di poco la nascita di quelle di Padova e Rovigo, di Milano, di Torino e di Firenze. Nel 1838 l’Accademia dei Georgofili allestì a Firenze la prima Esposizione di arti e manifatture toscane (che si terranno da allora con cadenza triennale) e fu in tale occasione che l'imprenditore pratese presentò una macchina di sua originaria invenzione simile alla moderna calandra, allo scopo di «dare ai panni un ultimo finimento».
Lo stesso anno l'amico filantropo ed educatore Gaetano Magnolfi trasferiva l'orfanotrofio da lui istituito nel 1837 nei locali del convento dei Carmelitani Scalzi dell'Etruria. Nacque quello che poi fu ribattezzato nel 1841 l'Orfanotrofio tecnologico della Pietà e che rappresentò un'esperienza unica nel suo genere. Dopo aver ricevuto infatti l'istruzione elementare, gli orfani venivano avviati a molteplici studi e a un apprendistato remunerato in appositi laboratori, tra cui officine tessili e sartorie, concessi agli artigiani della zona. Mazzoni fu insegnante e al contempo accorto amministratore dell'orfanotrofio. Grazie a una sua oculata gestione, la produzione tessile dell'istituto raggiunse un primato nell'ambito della manifattura locale. Sono gli anni in cui la città sarà definita la «Manchester del Granducato e l'emporio manifatturiero della Toscana» dal geografo Emanuele Repetti nel suo Dizionario geografico fisico storico della Toscana, «con le sue fabbriche per la lavorazione della paglia da cappelli, con i suoi lanifici, ferriere, ramiere, conce, pelliccerie, tintorie, ed altre minori industrie». Nondimeno, i dati emersi dalle relazioni nel panorama espositivo manifatturiero toscano tra il 1839 e il 1847 stridono con l'immagine di una Prato capitale tessile nel Granducato. Eccetto quei significativi riconoscimenti dati a Giovan Battista Mazzoni nella prima rassegna espositiva, le medaglie di bronzo ottenute dalle due manifatture tessili pratesi, quelle di Giuseppe Castagnoli e Giovacchino Cai, nell'esposizione del '47 e la menzione della neonata magnifica fonderia di rame della Briglia in Val di Bisenzio (futura fabbrica Forti), la presenza pratese risultò assai modesta nel panorama industriale. A eccellere furono in realtà le fabbriche del Casentino, a dimostrazione di come la città e il suo distretto, sebbene in crescita negli anni '50 dell'Ottocento, non erano riusciti a individuare ancora «con sicurezza la loro vocazione nello sviluppo del settore laniero».
| Cappelli di paglia | Trecce di paglia | Cappelli di feltro | Lana             | Cotone           | Canapa           | Lino          | Seta tratta  | Cojami         |
| ------------------ | ---------------- | ------------------ | ---------------- | ---------------- | ---------------- | ------------- | ------------ | -------------- |
| n. 105.000         | n. 300.000       | n. 30.000          | libbre 1.300.000 | libbre 1.150.000 | libbre 1.000.000 | libbre 40.000 | libbre 3.500 | libbre 610.000 |

### L'età post-unitaria e la diffusione della fabbrica
Nel periodo che intercorre tra la fine del Granducato di Toscana e la proclamazione del Regno d'Italia, fece comparsa a Prato un nuovo tipo di lana, detta meccanica o rigenerata, un prodotto che nei decenni a venire verrà assurto a simbolo della lavorazione tessile nel distretto pratese. Questo tipo di produzione, ottenuta dal riciclaggio degli stracci, ebbe inizio nel 1813 nella contea inglese dello Yorkshire. Da una prima sfilacciatura eseguibile solo sui tessuti di pura lana e poi sui cardati (tessuti a fibra corta), nel 1850 si passò a un nuovo trattamento chimico detto carbonizzazione che consentì il riutilizzo degli stracci di lana misti a fibre vegetali come il cotone e il lino.
La lavorazione degli stracci venne introdotta a Prato da un napoletano, un certo conte Baggio, che stabilitosi in città «prese in affitto uno stanzone a S. Martino, vi mise una stracciatrice a secco [...] mossa da un cavallo e principiò a lavorare». In pochi decenni la città conobbe una notevole crescita nel processo di raccolta, cernita e commercializzazione degli stracci, tanto da divenire, già a fine Ottocento, il più importante mercato italiano. Nei primi anni del neonato Regno d'Italia, l'intera area tessile pratese è contrassegnata da una parte dalla presenza dei produttori diretti, situati negli opifici e nei stabilimenti, dall'altra dai committenti di lavoro all'esterno identificati storicamente con il termine di impannatori.
L'espressione è derivata da panno e tratteggia una figura più simile al mercante medievale che non all'imprenditore moderno. La sua presenza a Prato è rilevabile dagli anni Quaranta anche se è dagli anni Sessanta, quando si amplificano le forme di economia domestica dei lavoratori che hanno trasformato il piccolo stanzone nell'orto dietro casa in redditizia impresa artigiana, che la sua figura acquista centralità nel sistema. In questa economia polverizzata l'impannatore ha la funzione di committente che si serve della bottega artigiana e delle unità di produzione domestica a cui affida le singole fasi del lavoro. La sua attività consiste, dopo aver captato le richieste del mercato, in un'azione di ricerca dei clienti. Ordina poi la materia prima e commissiona la trasformazione alle aziende specializzate che lavorano conto terzi, seguendo la realizzazione della merce che offre ai canali di distribuzione del prodotto finito.
In un rapporto dell'Esposizione nazionale di Firenze del 1861 si legge come fossero già presenti a Prato cinque imprese pratesi di notevoli dimensioni e che occupassero nel complesso circa 800 operai, di cui due aziende in possesso di macchine per la lavorazione a ciclo completo. Questo periodo, dunque, sebbene il lavoro a domicilio fosse ancora largamente praticato e l'impannatore facesse da trait d'union con i produttori, si caratterizzerà per una progressiva e lenta tendenza verso l'accentramento in fabbrica. Non fu raro nemmeno vedere figure come quelle degli impannatori fare un salto di qualità e trasformarsi in produttori diretti con delle proprie strutture accentrate: è il caso dell'ex impannatore Beniamino Forti che fonderà due grandi fabbriche nella Val di Bisenzio, una nel 1879 nella località Isola, l'altra nel 1882 presso la frazione La Briglia di Vaiano. Dal punto di vista produttivo, gli anni '60 del XIX secolo si contraddistinsero inoltre per la fabbricazione delle flanelle rosse per le camicie garibaldine e dei "panni bleu" per le truppe regie, mentre nella lavorazione ordinaria si producevano «panni larghi e stretti, fini, mezzi fini e ordinari, alla piana spinati ed operati, Cascimirre, Vilton, Melton, Spagnolette, Flanelle e Flanelloni, bianchi colorati» e si introdusse la fabbricazione di coperte e scialli, in particolare scialli di tipo scozzese «cioè, bassi ed ordinarissimi che si cederono fino a lire 18 la dozzina», composti esclusivamente di lana rigenerata. 
Nel 1864 operavano nell'industria laniera pratese 49 aziende e lavoravano 6.000 operai, facendo di Prato, assieme a Biella e Schio, uno dei tre principali centri del nuovo stato italiano. Nel primo ventennio post-unitario il comparto laniero pratese aveva compiuto certamente dei progressi, anche se non paragonabili ad altre realtà industriali come quella scledense e biellese. Basti pensare che il primo telaio meccanico del distretto pratese venne installato nel 1870 dall'imprenditore Pietro Romei presso l'omonimo lanificio di Usella, con vent’anni di ritardo rispetto al Lanificio Rossi di Schio. Il fabbisogno energetico veniva soddisfatto ancora in gran parte dalle acque del fiume Bisenzio e la localizzazione degli opifici era rimasta legata alla «possibilità di approvvigionamento idrico» lungo la valle fluviale e il sistema gorile della città. L'utilizzo del vapore mediante caldaie per la produzione di energia meccanica si sarebbe diffuso solo negli anni Ottanta dell'Ottocento. Malgrado la Grande Depressione e la profonda crisi economica che colpì l'Italia e il resto del mondo, «l'industria pratese resisté, come sempre, con notevole elasticità». Nel 1880 avveniva l'installazione del primo impianto di carbonizzazione chimica degli stracci mediante l'uso di acido cloridrico, metodo importato dal Belgio ad opera di Ippoliti Ricci e nel 1885 la rifinitoria Leopoldo Campolmi e C. importava la prima rameuse detta anche ramosa, macchina per asciugare il tessuto dopo il lavaggio. Una novità e un grande progresso tecnologico se si pensa che appena due anni prima, nel 1883, era stato varato il Regolamento per il pubblico tiratoio dell'arte della lana di Prato.

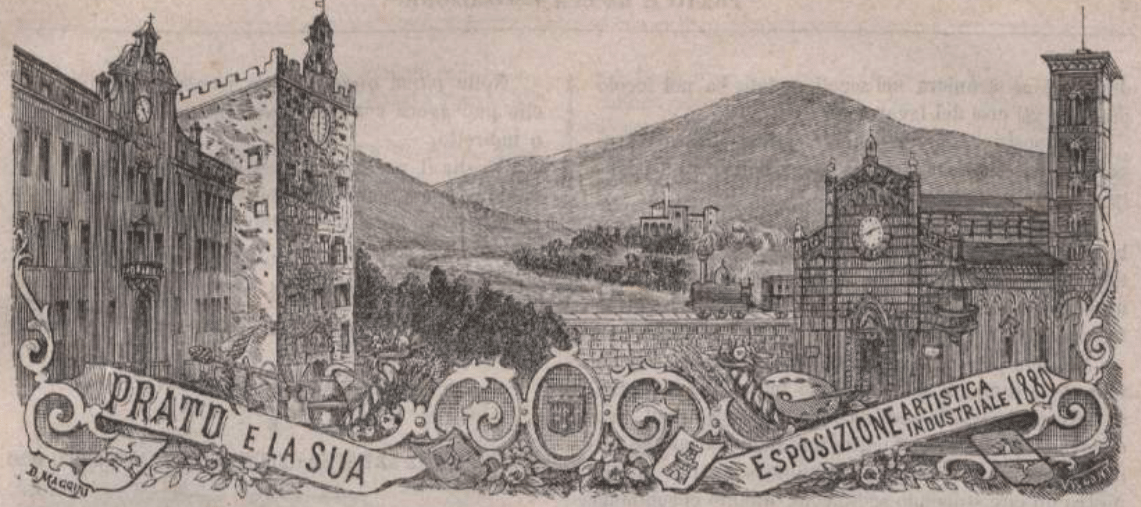
Prato e la esposizione artistica-industriale del 1880

### L'esposizione artistica-industriale del 1880 e la Regia Scuola di Tessitura e Tintoria
(Paolo Emilio Alessandri in Prato e la sua esposizione artistica-industriale del 1880: Bollettino ufficiale dell’esposizione. Supplemento al periodico “La Toscana industriale”. Illustrato da ricchissime incisioni)
A partire dal maggio 1879 cominciò a delinearsi l’idea di organizzare una Esposizione mandamentale pratese, di cui si fece promotore un comitato guidato dall’ex sindaco Gaetano Guasti. Il progetto si concretizzò nel settembre del 1880, quando l’Esposizione artistica-industriale della città venne ufficialmente inaugurata all’interno dei locali del Collegio Cicognini. All’evento parteciparono più di centocinquanta tra industriali e commercianti: tra i premiati vi furono molti imprenditori tessili, tra cui Beniamino Forti, che vinse la medaglia d’argento per i suoi scialli follati di lana cardata.
Nonostante fosse un’importante vetrina per esibire il grado di sviluppo raggiunto dai vari settori, l’esposizione non poté nascondere del tutto i problemi dell’industria pratese. In questo senso, per un ulteriore sviluppo e aggiornamento del comparto tessile, fu fondamentale l’istituzione di una scuola professionale.

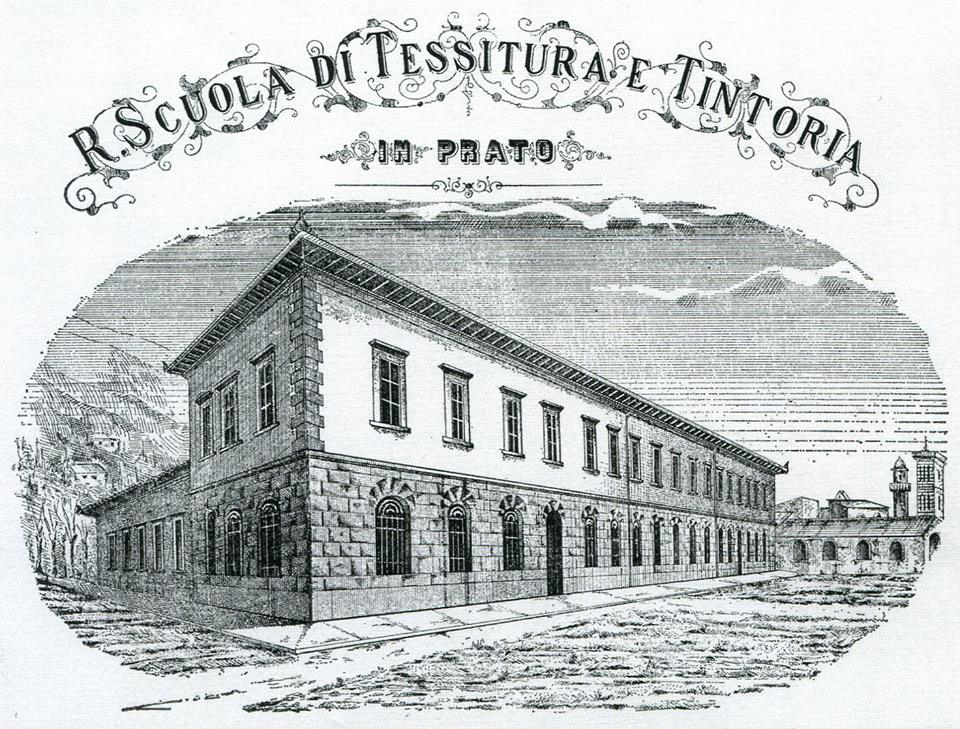
Regia scuola di tessitura e tintoria di Prato, oggi Istituto Tecnico Statale Tullio Buzzi

Infatti, per sollecitazione ministeriale che esortava i comuni a vocazione industriale a istituire delle Scuole Professionali con lo scopo di dare «valido incremento alle industrie del Regno [...] e dare l’insegnamento adeguato alle attitudini dei singoli centri», nel novembre del 1886 veniva inaugurata la Regia Scuola di Tessitura e Tintoria in Prato. L'istituto venne ospitato per i primi due anni in dei locali provvisori messi a disposizione dal Comune di Prato e nel 1888 ebbe una nuova e stabile sede. A presiedere la scuola venne scelto il suo principale fautore, Beniamino Forti, uno dei più importanti industriali dell'epoca. Nel tempo, la scuola diverrà un punto di riferimento a livello nazionale per la formazione di tecnici destinati all'industria tessile. Nel 1921 la scuola, tutt'oggi esistente, assumerà la denominazione di Istituto nazionale di Chimica Tintoria e Tessitura e dal 1933 quella definitiva di Istituto Tecnico Industriale, dedicato dal 1927 al ricordo di Tullio Buzzi, docente e poi direttore della scuola per trenta anni, figura che contribuì notevolmente alla crescita e al prestigio in sede nazionale.

### Il Fabbricone: la ditta Kossler Mayer e C.

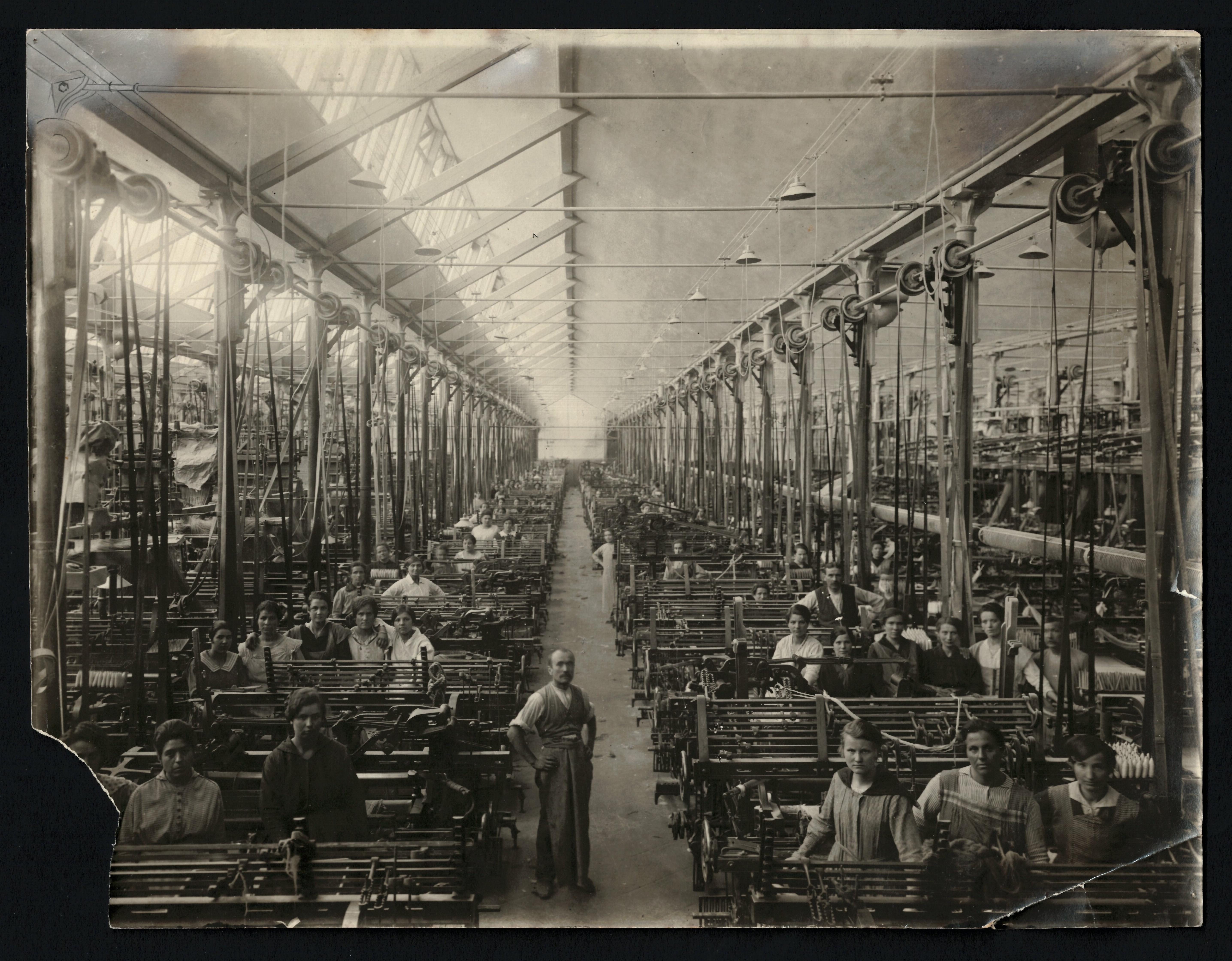
Operaie al Fabbricone

Nel biennio 1887-89 l’Italia si avviava a una nuova fase contrassegnata da una svolta protezionistica ad opera di Francesco Crispi. Il governo Crispi I emanò una nuova tariffa generale protezionistica che elevava in misura notevole i dazi sul grano e sullo zucchero, ma anche su vari prodotti industriali, specialmente nel settore tessile, meccanico, chimico e siderurgico. In tal modo l'esportazione riuscì a potenziarsi e a penetrare nei vari mercati internazionali come Sudafrica, India e Cina e determinò nel settore tessile un rialzo dei prezzi della lana pettinata e «aprì pertanto un vasto, ricco, inatteso mercato ai prodotti di lana rigenerata».
Favoriti da tali misure, due imprenditori austriaci, Hermann Kössler e Julius Mayer, acquistarono un vastissimo terreno, di proprietà della marchesa Naldini, ubicato nell’immediata periferia a nord di Prato. Nella metà del 1888 inauguravano il loro stabilimento industriale, la ditta Kossler Mayer e C., per via della sua dimensione di circa 23.000 metri quadri e l’eccezionale numero di dipendenti (all’apertura contava un organico di 900 operai) ribattezzato “il Fabbricone”. Per oltre un cinquantennio la ditta rappresentò il più importante complesso industriale di tutta l’area. L’opificio si presentava con delle caratteristiche diverse rispetto agli centri produttivi pratesi, in particolare per il tipo di lavorazione orientata verso la lana pettinata piuttosto che la tradizionale cardata. All’interno della fabbrica erano stati installati 640 telai meccanici, in gran parte azionati da una manodopera femminile.

Questo massiccio impiego di donne all’interno dello stabilimento fu dovuto a un radicale mutamento del lavoro di tessitura e alla retribuzione femminile mediamente più bassa rispetto a quella maschile. Il telaio meccanico difatti «aveva reso superflua la vecchia abilità del tessitore a mano», pertanto il lavoro si era limitato a una semplice attività di sorveglianza della spoletta. 

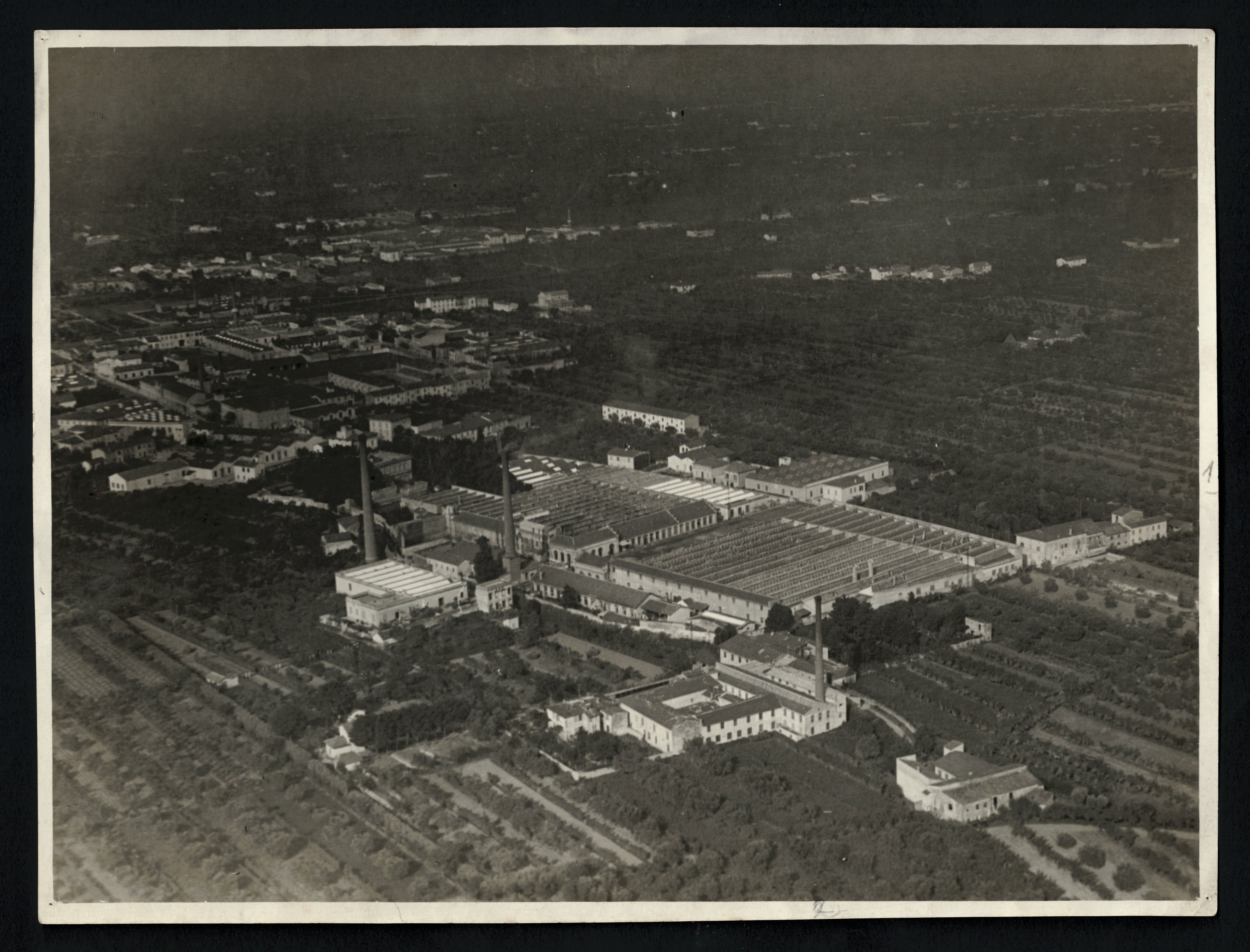
La ditta Kossler Mayer e C. detta "il Fabbricone"

Durante la prima guerra mondiale, in pieno clima antiaustriaco, i nazionalisti pratesi attuarono una campagna diffamatoria contro l’azienda che nel frattempo aveva mutato il nome in Kössler, Mayer & Klinger. La presenza del Fabbricone aveva portato negli anni alla crescita di una numerosa comunità austro-tedesca in città. Il Comitato pratese di resistenza e propaganda accusò l'azienda di essere al centro di un'attività di spionaggio e di sabotaggio, proponendone persino lo smantellamento, ma la rilevanza economica e produttiva dell'opificio, con 1200 telai e 1500 operai, fece sì che l’azienda venisse dichiarata ausiliaria dal Comitato per la Mobilitazione Industriale. La ditta rimase in mano ai suoi fondatori fino al 1927 per poi essere ceduta alla società Il Fabbricone Lanificio Italiano, retta da un Consiglio di Amministrazione. Nel 1960 la gestione passò prima all’IRI e poi all’ENI fino alla metà degli anni Settanta, quando fu acquistato dagli attuali proprietari, la famiglia pratese Balli che continua tutt’oggi l’attività produttiva in una parte dei locali.
Nell’ultimo ventennio dell’Ottocento, Prato fu interessata da un generale processo di rinnovamento tecnologico nel tentativo di raggiungere i livelli di sviluppo dei più importanti centri italiani settentrionali. Le acquisizioni più significative riguardarono le caldaie a vapore, possedute in prevalenza dal Fabbricone, unica azienda pratese iscritta all'Associazione fra gli utenti di caldaie a vapore sorta a Milano nel 1890. A completare il processo di innovazione tecnologica fu l’installazione del primo filatoio automatico intermittente nel 1891 presso la fabbrica di Giosuè Calamai. Il nuovo macchinario, costruito dalla ditta Hartmann e denominato self-acting, fu importato dall’imprenditore tessile biellese Ferdinando Lanzone, giunto a Prato nel 1890. Lanzone insegnò per un certo tempo anche alla Regia Scuola di Tessitura e Tintoria. Sebbene Prato fosse stata interessata dal processo di accentramento in fabbrica, solo quattro risultavano essere gli stabilimenti a ciclo completo. A contraddistinguere il comparto tessile pratese dalle zone concorrenti come quella biellese, scledense e anche casentinese, aree dove gli imprenditori avevano privilegiato la grande fabbrica, fu un’accentuata specializzazione delle singole unità produttive. Il rapporto tra le imprese a ciclo completo e il sistema tradizionale, composto da opifici monosettoriali e dalla lavorazione e dalla tessitura a mano a domicilio, rimarrà negli anni a venire costantemente fluido e complementare. Intanto, il 12 dicembre 1897 veniva costituita per volontà di alcuni tra i maggiori industriali pratesi, Brunetto Calamai, Ciro Cavaciocchi e Alfredo Forti, l'Associazione dell’arte della lana di Prato, «spinti dalla consapevolezza del comune interesse all'unione delle forze per far diventare Prato un distretto industriale fra i più importanti in Italia ed in Europa». Ad assumere la carica di presidente fu un altro dei fondatori, Raimondo Targetti. Nel 1920 l'Associazione trasferirà la propria sede presso lo storico palazzo Vai, dal 1875 sede dell'antica e prestigiosa Società dei Misoduli.
| Settori di attività                                       | Numero di imprese | Numero di operai |
| --------------------------------------------------------- | ----------------- | ---------------- |
| Industrie minerarie, metallurgiche, meccaniche e chimiche | 19                | 272              |
| Industrie alimentari                                      | 63                | 211              |
| Industrie tessili                                         | 60                | 2.015            |
| Industrie diverse                                         | 22                | 565              |
| Totale                                                    | 164               | 3.063            |

## Il primo Novecento e la Grande Guerra
Se è vero che lo sviluppo dell’industria aveva arrecato maggiore ricchezza in città, aumentando il livello di benessere generale, al contempo aveva creato una sempre più profonda frattura tra ricchi e ceti subalterni. In città, gli anni a cavallo tra il XIX e XX secolo furono caratterizzati da forti agitazioni operaie e contadine e da una crescente tensione tra il mondo operaio e quello degli industriali. In un'indagine effettuata del 1877 promossa dal Ministero dell'agricoltura, dell'industria e del commercio, emergeva che quasi il 40% dei lavoratori fossero minori con un'età particolarmente bassa, dai sei agli otto anni, un orario di lavoro di 9 ore in inverno e 11 ore mezza in estate, e con un salario giornaliero che per i fanciulli non arrivava nemmeno a 1 lira, leggermente più alto quello delle donne e gli uomini.

Nel 1884 nasceva la sezione pratese dell’Internazionale e che assunse l’anno seguente il nome di Nucleo socialistica anarchico militare Amilcare Cipriani. E proprio quell’anno si verificò il primo vero sciopero tessile per iniziativa di un gruppo di operai della ditta Mercatanti che manifestarono contro il ribasso delle tariffe. Altro sciopero, ma con valenza antitedesca, fu la manifestazione del 1891 contro il Fabbricone che ebbe come protagonisti gli anarchici Giocondo Papi e Gaetano Bresci, futuro regicida di Umberto I. La Camera del Lavoro di Prato fu istituita il 4 luglio 1897 e negli anni si registrò un notevole accrescimento di adesioni sia in città che in vallata come «nell’attivissima Vaiano». Numerose furono le vertenze effettuate dai lavoratori, in particolare dai cenciaoli o “classificatori di stracci” che si attestavano sui 650 operai tra donne, uomini e ragazzi. Intanto, dalle costole dell'Associazione industriale e commerciale dell’Arte della Lana nel 1912 ebbe origine l'Unione fra gli industriali pratesi, sorta a tutela degli interessi industriali, «incalzati dagli effetti della crisi economica del 1905-07 e dalla radicalizzazione politica della protesta operaia».

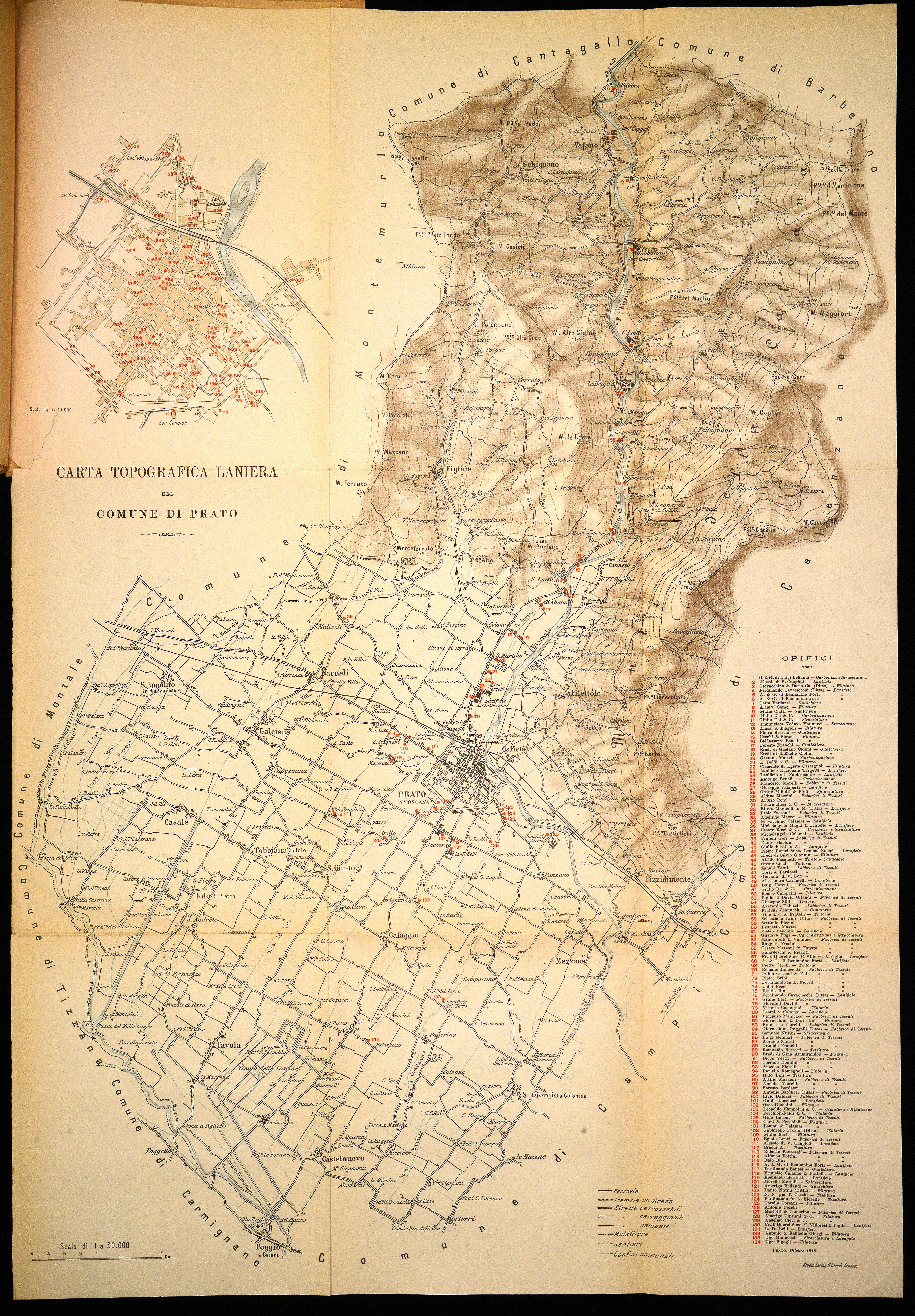
Carta topografica laniera di Prato nel 1918

Lo scontro tra la Camera del Lavoro e l'Unione degli industriali pratesi fu intenso e non interessò solamente la tutela degli orari i lavoro e dei salari, ma pure le questioni d’igiene e di sicurezza dei lavoratori. Nella Prato degli stracci un problema gravoso era rappresentato innanzitutto dalla polvere. A peggiorare il quadro, le gore della città che trasportavano liquami malsani e maleodoranti e gli scarichi delle tintorie. Inoltre, gli stracci provenienti da ospedali e aree infette si trasformavano inesorabilmente in dei canali trasmissivi per le malattie contagiose. Per tale ragione si iniziò a parlare della cosiddetta “malattia dei cenciaioli”. Nel 1908 si era manifestata nel frattempo una crisi di sovrapproduzione ma che fu attenuata qualche anno dopo dallo smercio delle forniture militari per la guerra italo-turca. L'esperienza bellica della prima guerra mondiale e la mobilitazione industriale che ne conseguì, impressero nell'industria pratese uno stimolo alla crescita. L'industria cittadina fu costretta a riconvertirsi a un maggior uso di lane nuove, piuttosto che rigenerate, per soddisfare il livello di qualità richiesto dalle commesse militari.
Molte lamentale giungevano infatti dai dirigenti della Mobilitazione industriale per la bassa qualità delle forniture pratesi. Gli stabilimenti pratesi aventi le forniture militari dirette furono 32, mentre gli stabilimenti del Fabbricone, Calamai, Cangioli, Forti e Campolmi furono dichiarati ausiliari dal Comitato di Mobilitazione industriale, sottoponendo il personale alla giurisdizione militare ed esonerandolo dagli obblighi di servizio militare. La militarizzazione degli stabilimenti esasperò i rapporti tra grandi industriali e operai, in uno stato di tensione crescente dovuto all'impoverimento delle famiglie operaie e all'arricchimento di alcuni imprenditori. Anche le imprese minori contribuivano alle forniture belliche e sopperivano alla produzione di tessuti a basso costo. Altre attività importanti durante la guerra furono la confezione di biancheria e di divise militari, promossa dal Comune, e la produzione oramai tradizionale dei manufatti in paglia. Da un censimento effettuato nel 1918 da Enrico Bruzzi si contavano all'interno del territorio pratese 134 opifici attivi. In una città totalmente impegnata nel lavoro bellico, non mancarono agitazioni e dimostrazioni pacifiste contro la guerra e il carovita da parte della classe operaia, composta da adolescenti e in gran misura da donne, chiamate a sostituire il lavoro degli uomini richiamati al fronte.
La guerra iniziava a profilarsi come l'occasione di uno sviluppo di una coscienza di classe e di una spinta egualitaria senza distinzione tra uomini e donne. Degna di menzione è la marcia di circa 400 donne, da Cantagallo a Prato, tenutasi il 2 luglio 1917. La marcia fu organizzata dalla sindacalista Teresa Meroni, compagna e sostituta di Giovan Battista Tettamanti, capo della Lega laniera di Vaiano, richiamato anch'egli alle armi. Lo scopo delle scioperanti era di raggiungere Prato così da «allargare anche alla città laniera la protesta sociale contro una guerra ritenuta ingiusta e per rivendicare condizioni di vita e di lavoro dignitose». Sebbene le contestazioni riuscirono in gran parte a essere domate, queste iniziative non furono del tutto infruttuose. Esemplare, la stipula del "concordato laniero" il 4 ottobre dello stesso anno che disciplinava i minimi di paga, la corresponsione degli arretrati, il cottimo e la retribuzione femminile. Il Biennio rosso portò a una ulteriore radicalizzazione fra classe operaia tessile e industriali. Nella Val di Bisenzio si sperimentò persino una piccola Repubblica dei Soviet, con dei commissari del popolo e delle guardie rosse poste a tutela dell’ordine pubblico. Furono effettuate anche violente requisizioni di generi alimentari e di tessuti nella fattorie e nelle case coloniche per essere distribuiti alla popolazione a prezzi calmierati.

## Il Ventennio fascista
Il fascio di combattimento pratese nacque ufficialmente a Palazzo Inghirami il 3 dicembre 1920. I suoi fondatori furono perlopiù ex-combattenti iscritti alla sezione locale dell'Associazione Nazionale Combattenti e studenti della Regia Scuola di Tessitura e Tintoria e del Convitto Nazionale Cicognini, fulcro dell’interventismo nazionalista pratese nella prima guerra mondiale. Lungo tutto il 1921 il fascismo pratese, con la cooperazione degli squadristi fiorentini, adotterà il mezzo della violenza come un naturale strumento politico. La spirale inflazionistica scaturitasi nell’immediato dopoguerra causò in città un fenomeno di sovrapproduzione e una caduta dei prezzi. La crisi provocò una dilagante disoccupazione, in particolare nel settore tessile, dove le imprese e gli industriali videro diminuire drasticamente il valore delle loro scorte, rimediando con una diminuzione dei salari e l'aumento dell’orario di lavoro. Dagli scioperi che ne conseguirono, il gruppo fascista colse l'occasione per promuovere la nascita di un Sindacato Apolitico Economico da contrapporre alle organizzazioni sindacali operaie. Nel 1922 iniziò un periodo di ripresa contrassegnata da una crescita generale della manovalanza nell’industria tessile ma anche nel cantiere per la nuova linea ferroviaria, la Direttissima, ultimata nel 1934.
Si andava avviando in città un progressivo processo di fascistizzazione con la compartecipazione di alcuni dei maggiori esponenti del notabilato pratese e dei grandi industriali, tra questi Calamai, Forti, Romei, che contribuirono moralmente e finanziariamente all’affermazione del fascismo a Prato. La nuova amministrazione fascista darà via a una serie di interventi di risanamento e sviluppo urbano che faranno «letteralmente uscire Prato dalle proprie mura generando la radice del successivo sviluppo pratese». Una serie di accordi accordi tra l'Unione degli Industriali e i sindacati fascisti portarono in questi anni a un generale innalzamento del livello salariale. Intanto, il 26 maggio del 1926 dal balcone della Biblioteca Roncioniana, Benito Mussolini salutava la città del tessile con queste parole d'elogio:
(Benito Mussolini, La Fiamma, settimanale pratese, 30 maggio 1926)
Il quinquennio 1922-26 si caratterizzò per un intenso movimento immigratorio dalla città alla campagna, causa il carattere stagionale del lavoro nel campo dell’edilizia che in quello tessile, quest'ultimo settore che «polarizzò intorno a sé la struttura economica e sociale cittadina». Se nel 1923 si conteggiavano nel tessile circa 11.000 addetti, nel 1926 il numero salì oltre i 20.000, con un notevole aumento dell’occupazione femminile.
La prima guerra mondiale non aveva mutato il modello di organizzazione industriale pratese. Nel 1927 le imprese avevano superato il numero di 300 e i telai meccanici erano stimati in 3.300. Solo due aziende, Fabbricone e Forti, superavano i 1000 operai, mentre il resto del panorama industriale tessile era come sempre formato da piccole e medie imprese. Il 60% della produzione dei tessuti era destinato all’esportazione verso paesi europei orientali come Grecia, Jugoslavia, Romania, Bulgaria, Turchia ma anche Egitto, Cina, India, Siria, Sudafrica, e Sud America. Sempre nel 1927 si verificò una crisi in tutta l’industria tessile italiana dovuta alla rivalutazione della lira. A Prato ciò comportò la chiusura di una ventina di stabilimenti: ad aggravare la situazione fu anche il cambiamento di gestione del Fabbricone che, a seguito dell’allontanamento dei soci fondatori Klinger e Kossler, iniziò a mostrare dei «sintomi di stagnazione, per la scarsa richiesta dei suoi prodotti».
Un tentativo di ripresa si verificò nel 1929, in particolare per la domanda proveniente dall’India, ma sempre quell’anno ebbe inizio la Grande Depressione, che a Prato si fece sentire verso la metà del 1930 con la chiusura delle maggiori aziende, tra cui Magnolfi, Calamai, Forti e Targetti, e un abbassamento generale dei salari. Nei quattro anni seguenti una trentina di stabilimenti pratesi chiuse i battenti con un aumento della disoccupazione di sette volte, generando assembramenti e manifestazioni che verranno duramente repressi.
Nonostante la crisi, gli anni Trenta del Novecento si configurarono come un periodo favorevole per le aziende tessili pratesi. Le attività dell’industria tessile si consolidarono infatti sia sul piano quantitativo, con un consistente aumento del numero di telai e impianti di filatura, che qualitativo, grazie all’acquisizione di nuove esperienze nella produzione di articoli pregiati. Una prima ripresa si ebbe nel 1932 con nuove quote di domanda dovute al basso costo dei manufatti pratesi; successivamente, grazie anche alla domanda connessa alla guerra d’Etiopia, l’industria tessile pratese conobbe un aumento di produzione consistente e un conseguente aumento nominale dei salari. Uno sviluppo intenso si verificò in particolare a partire dal 1936, favorito dalla politica autarchica del regime. L’industria tessile toscana infatti, per reazione agli altri centri lanieri italiani che avevano monopolizzato la produzione di tessuti maschili, negli anni Venti e Trenta si indirizzò per necessità verso la realizzazione di altri tipi di tessuti. Prato in particolare si specializzò nella produzione di due tipi di merci, in primis tessuti pesanti (coperte, scialli, plaids) realizzati con lane riciclate ottenute dalla lavorazione degli stracci. Il prodotto autarchico di punta dell’industria pratese fu infatti il plaid, rinominato «pledde», di cui vennero prodotte diverse tipologie a seconda della destinazione di mercato (India Britannica, Atlante africano, Kenya, Uganda, Siria, Manciuria cinese e le Americhe).
Tra il 1934 e il 1938 infatti le esportazioni italiane all’estero aumentarono notevolmente grazie a specifiche politiche adottate dal governo fascista, come bassi controlli amministrativi, l’impiego di materie prime di produzione nazionale e lo sviluppo dell’industria delle fibre chimiche. La seconda tipologia di prodotto in cui si specializzò l’industria pratese fu una vasta gamma di articoli cardati commercializzati solo in Italia e utilizzati nell’abbigliamento femminile. La vocazione delle aziende pratesi per le lanerie e le produzioni cardate differiva dagli altri importanti centri lanieri d’Italia come Biella e Vicenza: la peculiarità consisteva nella varietà degli intrecci e dei disegni degli articoli cardati, mentre, dal punto di vista organizzativo, l’industria cittadina si distingueva per una struttura articolata, composta da un insieme numeroso di piccole e piccolissime imprese affiancate alle aziende di medie dimensioni.
Negli anni poco precedenti alla guerra il sostegno all’industria tessile derivò dalle ingenti commesse militari e dalle restrizioni delle importazioni dei tessuti esteri. Con l’entrata in guerra, la città assunse l’aspetto dei tempi eccezionali, mobilitata come un unico grande lanificio nella produzione di forniture militari. Per contro, il Partito comunista mobilitò tutte le sue risorse contro la guerra, fomentando agitazioni, scioperi e sabotaggi nelle fabbriche più grandi, come il Fabbricone, la Calamai, la Campolmi, e pagando il proprio contributo di uomini alla lotta antifascista.

## Il Secondo Dopoguerra e il Miracolo economico pratese
(Curzio Malaparte, Maledetti Toscani)

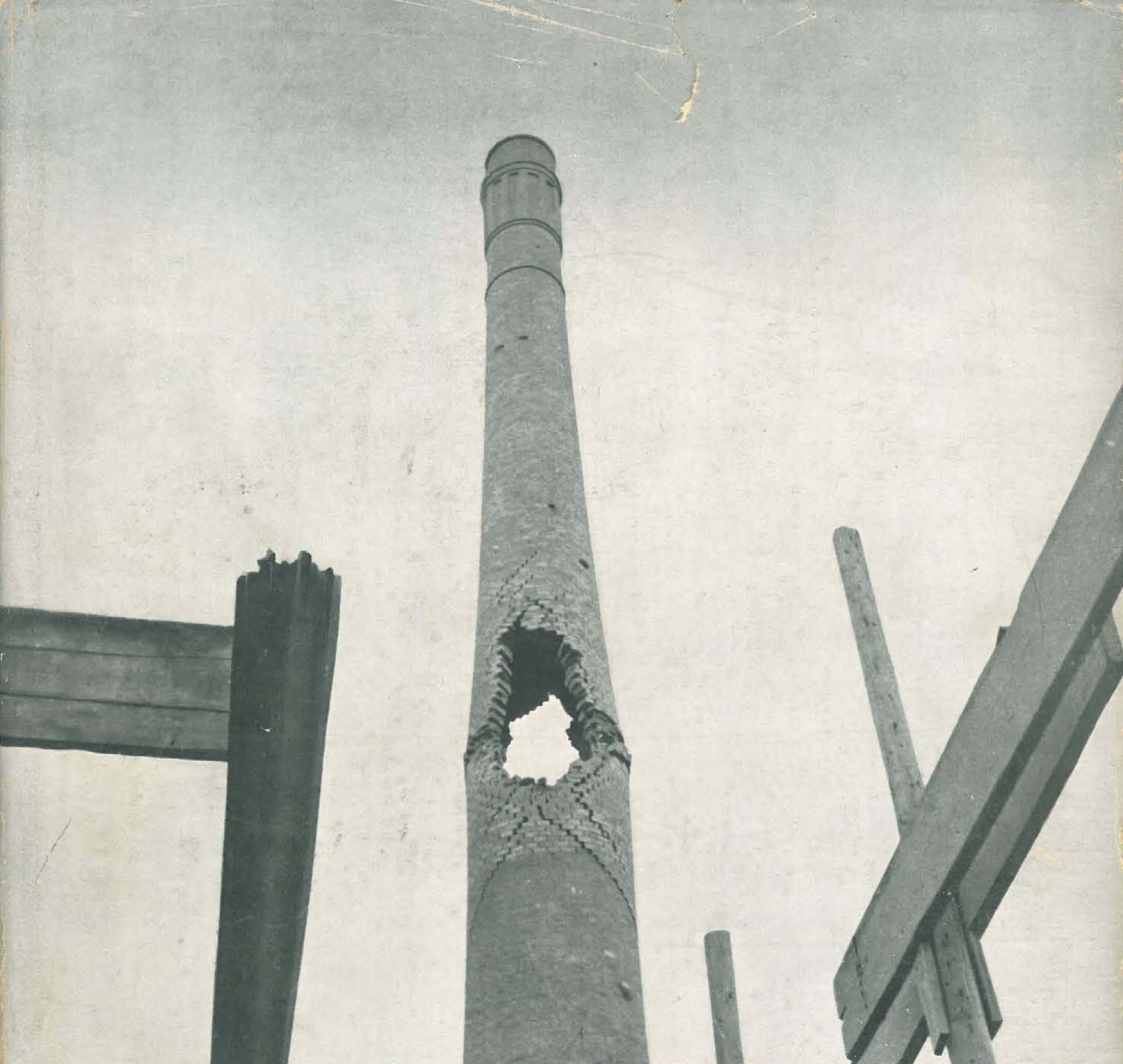
Ciminiera colpita da un cannone durante la seconda guerra mondiale - Lanificio Cangioli, fabbrica di San Martino (Prato)

Il flusso di produzione industriale pratese fu sostenuto fino al 1943, quando l’occupazione tedesca costrinse all’inattività telai e filatoi. Successivamente ai bombardamenti effettuati dalla Luftwaffe su Prato, le truppe naziste attuarono, a partire dall’estate del 1944, un’opera sistematica di devastazione dell’intero settore industriale del distretto, oltre a rastrellamenti ed esecuzioni sommarie da parte dei fascisti e dei partigiani, come l'eccidio di Figline e l'eccidio del Castello dell'Imperatore. La strategia di annientamento iniziava dai più importanti stabilimenti lanieri, facendo brillare l’esplosivo in special modo sotto i macchinari di filatura e tessitura, sino alle imprese di esigua importanza come pastifici, molini e officine meccaniche. In tutto, il blocco forzato delle produzioni durò circa nove mesi e all’indomani della liberazione della città, avvenuta il 6 settembre 1944, l’Unione Industriale Pratese promosse un’indagine per verificare l’entità dei danni subiti durante la guerra.

Molti macchinari fortunatamente erano scampati alla furia devastatrice nazista in quanto nascosti in delle cascine isolate, nelle frazioni o in dei locali labirintici ubicati all’interno delle stesse fabbriche. La quantità di macchinari distrutti o danneggiati durante la seconda guerra mondiale si attestò intorno al 30%. Anche un numero consistente di imprese non subì danni rilevanti e nel mese successivo alla liberazione «l’industria di Prato era in condizioni di operare al 65% delle capacità produttive installate prima dell’inizio della guerra».

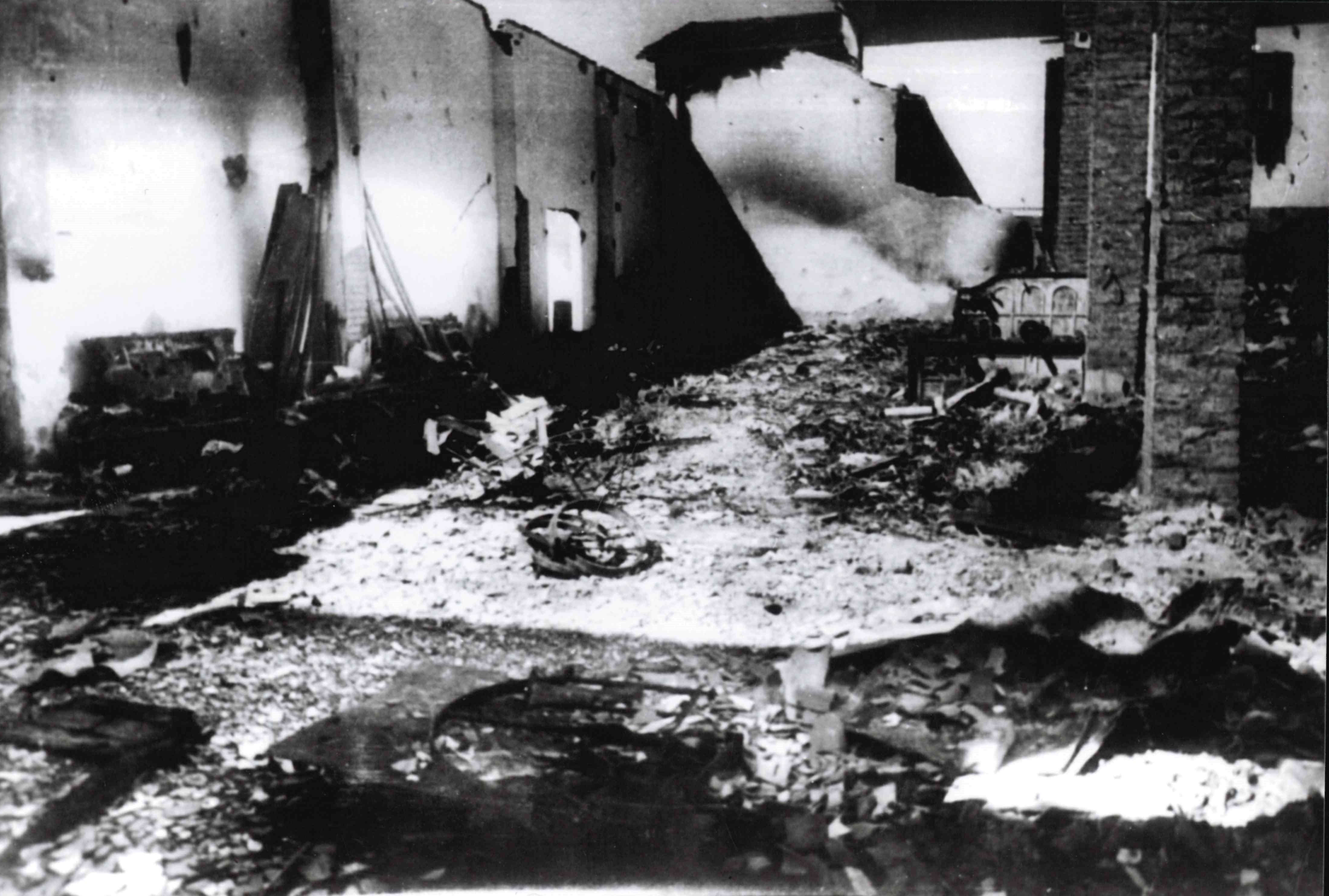
Il lanificio Bellandi di Prato distrutto dalle truppe naziste l'11 agosto 1944

Prato si configurò così come l'unico grande centro laniero dell'Italia occupata dagli Alleati al di sotto della Linea Gotica.
Nei primi mesi l’opera di ricostruzione interessò le opere murarie, mentre la riparazione delle attrezzature produttive ritardò per la mancanza dei pezzi di ricambio, iniziando solo dopo la liberazione di Milano nell’aprile del 1945. Oltre alla esigua disponibilità di energia elettrica anche l’insufficiente dotazione di mezzi di trasporto intralciò inizialmente la ripresa.
I grandi complessi industriali pratesi furono tutti riedificati nello stesso luogo, eccetto qualcuno che, entrato in una profonda crisi, non ritornò mai alla sua funzione produttiva prebellica (come il Fabbricone) e i cui tecnici fuoriusciti formarono la classe dirigente industriale dei decenni successivi. Nella ricostruzione, in un primo momento le uniche materie prime su cui l'industria tessile poté fare affidamento furono le scorte di stracci risparmiati dalle razzie delle truppe tedesche. Solo in seguito, nell'aprile del 1945, venne creato un consorzio per la distribuzione degli stracci (il CIDISTRA), che poté assicurare un consistente rifornimento di materia prima: parallelamente, il ministero dell’Industria procurò all’associazione degli industriali notevoli quantità di lana da ripartire tra le aziende pratesi.

### La ricostruzione nel Dopoguerra e il boom economico

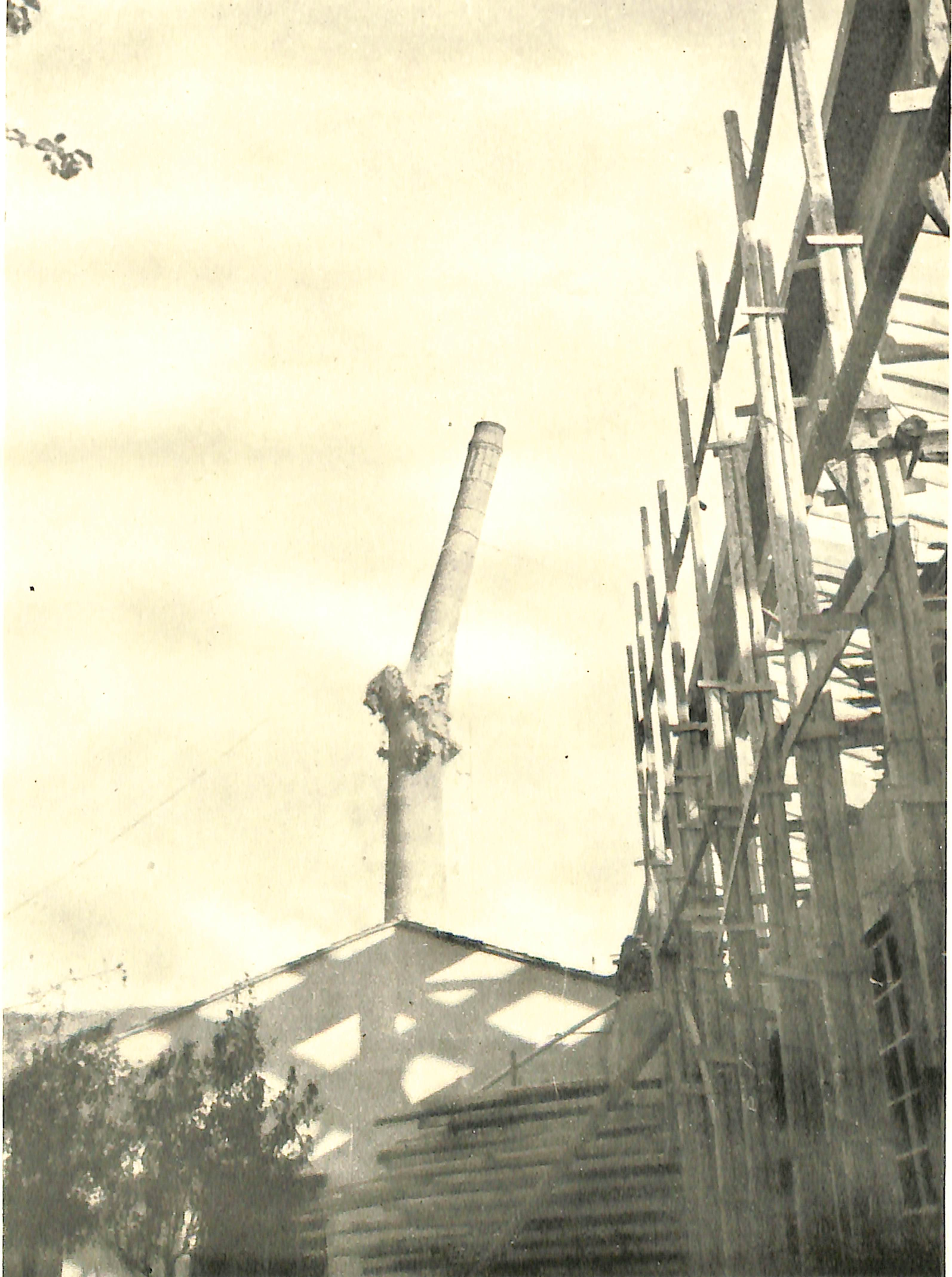
Demolizione della ciminiera pericolante - Lanificio Cangioli (Prato)

Ricostruite le infrastrutture civili, la manodopera locale fu facilmente ricollocata e gli operai specializzati si trasformarono presto in piccoli imprenditori. Le reti di lavorazione esterne consentirono ai nuovi imprenditori di assumersi rischi finanziari minori anche se la vera chiave del loro successo fu la perfetta conoscenza dei procedimenti produttivi e l'infaticabile presenza in azienda. I primi cinque anni del Dopoguerra si contraddistinsero per un certo tipo di progresso dinamico, dove una carica di ottimismo pervadeva la città, ma che si alternò a fasi cicliche di recessione. Conclusosi il capitolo autarchico del regime fascista, i primi consistenti quantitativi di materie prime giunsero per via di una serie accordi commerciali trilaterali con il Sudafrica e la Gran Bretagna, e altri committenti esteri. A risultare determinanti per la ripresa furono gli ingenti aiuti da parte degli Stati Uniti d’America con il programma aiuti dell'UNRRA, mentre risultò modesto il contributo del piano Marshall con una linea di credito ottenuta dagli imprenditori pratesi solo nel 1951 per importare stracci. Le autorità americane durante la guerra avevano ammassato ingenti scorte di lana che furono in parte trasferite nei depositi lungo il bacino del Mediterraneo per poi affluire alla metà del 1946 anche in Italia. A Prato, nell'immediato dopoguerra, confluirono decine di migliaia di tonnellate di lana, che permisero di ricostituire le scorte dell'imprese e ridurre il costo di approvvigionamento delle materia prima. Non sono da trascurare anche gli aiuti diretti e le commesse da parte dello Stato. 
I fabbisogni finanziari delle imprese pratesi furono soddisfatte attraverso l'autofinanziamento e il sistema creditizio per via delle banche che avevano raggiunto discrete disponibilità grazie al rifornimento di denaro da parte degli Alleati dopo il loro arrivo in città nonché dalle politiche valutarie del governo che concedevano agli industriali pratesi di disporre liberamente della valuta ricavata dalle vendite all'estero.
Tuttavia gli scambi e le esportazioni internazionali rimasero ancora lontani dai numeri prebellici. Un quarto della capacità produttiva delle imprese pratesi furono impegnate nella produzione di tessuti per le Nazioni Unite e l’UNRRA, in particolare l'UNRRA commissionò la produzione di beni e le rifornì delle materie prime e dei prodotti energetici necessari alla ripresa. Ingenti quantitativi di lane e stracci, pregiati rispetto agli standard a cui erano abituati i pratesi, provenivano in buona parte dalle divise dismesse dell’esercito americano.

### La trasformazione dei mercati
Molti lanifici tradizionali pratesi che producevano coperte, tessuti, panni militari ebbero difficoltà ad adattarsi alle esigenze del mercato benché storicamente ed economicamente rilevanti. Si impose un nuovo disegno organizzativo più flessibile che si ispirava all'esperienza degli impannatori piuttosto che alle grandi aziende integrate e il sistema di produzione industriale pratese assunse un profilo frazionato, già presente nella fase anteguerra ma che «ricopriva ancora uno spazio limitato». La chiusura di interi reparti produttivi delle grandi aziende fece sì che proliferassero centinaia di piccole unità lavorative indipendenti e di piccole imprese artigiane. Si trattava spesso di quegli stessi operai licenziati che acquistavano, o a cui venivano ceduti tramite accordi, i macchinari tessili dalle loro ex aziende grazie anche al fatto che la polverizzazione del lavoro consentiva alle piccole imprese di convertire la propria produzione secondo le indicazioni e le condizioni offerte dall'impannatore.  Inoltre il boom industriale richiamò a Prato movimenti migratori di diversa natura e tra cui i pratesi che erano stati indotti ad allontanarsi dalla politica del fascismo o dalle vicende belliche.
|                | 1940    | 1942    | 1945    | 1948    | 1949    | 1951    | 1961    |
| -------------- | ------- | ------- | ------- | ------- | ------- | ------- | ------- |
| Fusi cardato   | 150.000 | 175.000 | 114.600 | 216.000 | 260.000 | 280.000 | 420.000 |
| Fusi pettinato | 9.900   | 9.900   | 9.900   | 20.000  | 20.000  | 27.800  | 80.000  |
| Telai          | 4.000   | 4.800   | 3.300   | 4.500   | -       | 5.200   | 9.500   |
| Addetti        | 15.500  | -       | 14.800  | 18.000  | 22.000  | 27.000  | 38.000  |

Tra il 1951 e il 1952 si verificò una battuta d'arresto per l'industria pratese: su 27000 unità ci furono 6000 coinvolti, tra licenziamenti e riduzione orario di lavoro. Manovre speculative per via della guerra di Corea, il venir meno delle commesse UNRRA e della domanda internazionale, nonché un tasso di inflazione selvaggio causarono il crollo del prezzo delle lane con la conseguente la caduta delle esportazioni e il tracollo di numerosi lanifici pratesi. Le difficoltà si manifestarono soprattutto nei lanifici a ciclo completo che dovettero riorganizzare la produzione per recuperare elasticità. l processo di cambiamento non fu indolore e a risposta ai licenziamenti di massa ci furono accese reazioni delle organizzazioni operaie. La strada intrapresa fu quella che portò al moltiplicarsi di tante piccole e medie imprese, aziende artigiane e lavoratori a domicilio. Il periodo di crisi si questo ventennio fu superato anche grazie alle lunghe agitazioni sindacali che a partire dal 1958 mirarono a consolidare la regolazione informale dei prezzi dei diversi tipi di lavorazione in una complessa tabella di tariffe, concordate tra le associazioni di categoria così da non mettere le aziende pratesi in posizione di svantaggio rispetto alla concorrenza e al contempo consentire la giusta redistribuzione del reddito nei diversi gruppi e strati della realtà cittadina.
Intanto profonde trasformazioni sociali e culturali investivano lo stile di vita. L'affermazione del new look e della joie de vivre ebbero un forte impatto con la cultura e lo stile di vita consumistico americano che influenzarono enormemente quello italiano. In particolare vi fu «un'esplosione nell'uso della quantità e della qualità dei tessuti di lana», aumentando la produzione di tessuti di crepelle e in generale i prodotti che si rivolgevano alla persona (ad esempio l'abbigliamento) o alla casa (ad esempio tappeti e moquette).

### Gli anni Sessanta e il nuovo assetto della produzione
Il più fulgido momento dell'economia pratese si attestò all'inizio all'inizio degli anni Sessanta quando la ripresa economica venne trainata da un esercito di lavoratori autonomi che, con la prospettiva del profitto tentarono la scalata emancipandosi e diventando piccoli imprenditori locali. Le produzioni si spostarono dalla componente quantità - prezzo alla proliferazione di molteplici categorie produttive influenzate dalle tendenze della moda (soprattutto femminile).

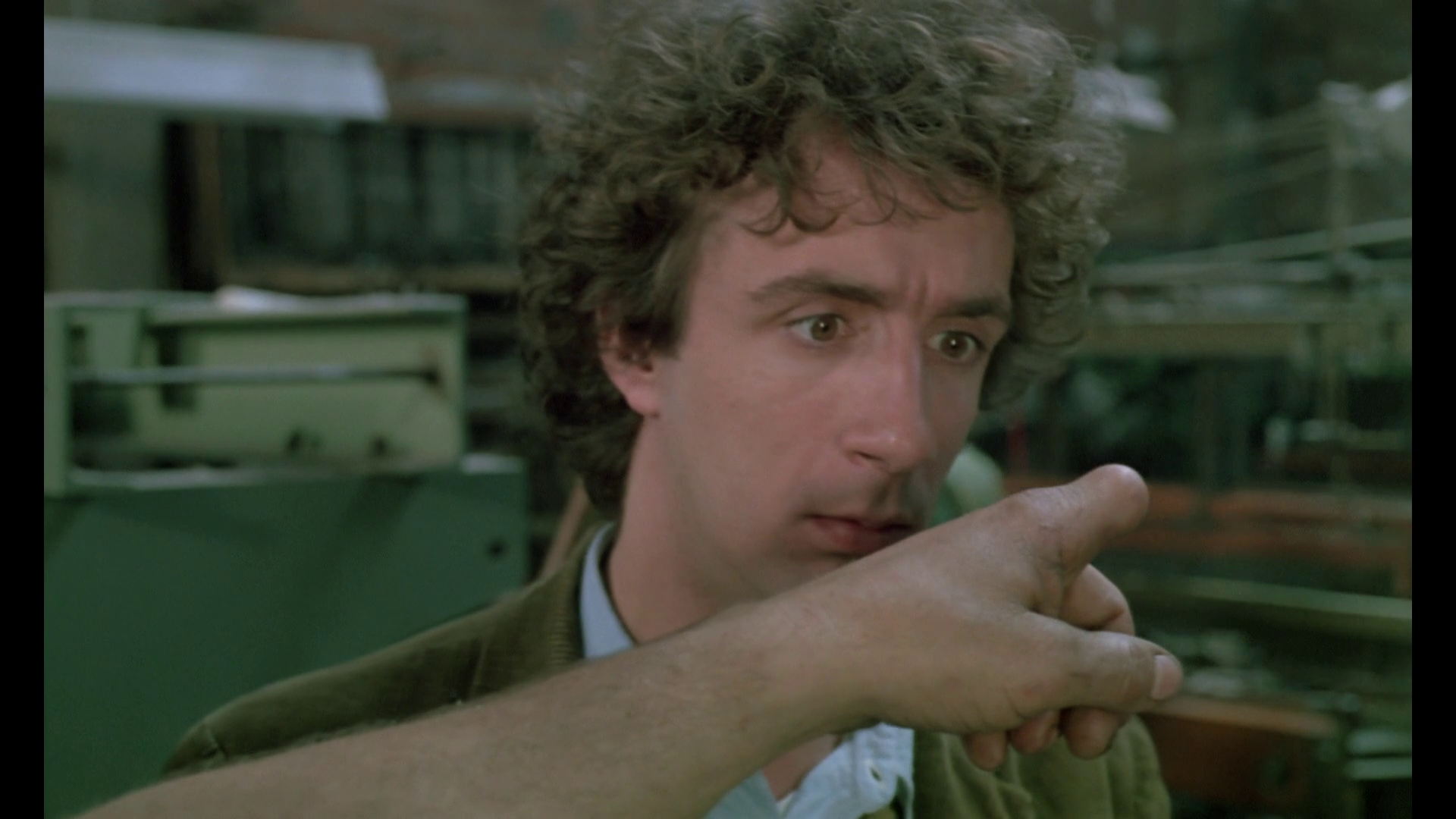
Uno scorcio della fabbrica e della vita degli operai nel film Madonna che silenzio c'è stasera per la regia di Francesco Nuti, che restituisce il quadro della "città delle dita mozzate". Gli addetti che lavoravano alla lupa, un macchinario particolarmente pericoloso del ciclo del cardato, riportavano spesso questo tipo di infortunio.

Nel ventennio 1954 - 1973 Prato fu al centro di un cambiamento nel processo produttivo locale, sia sul versante umano, con la riorganizzazione aziendale in squadre aperte di imprese specializzate, sia dal punto di vista tecnologico, con l'introduzione del filo di nylon nelle mescole dei tessuti. Il nylon era stato inventato nel 1935 ma fu in questo periodo che entrò in maniera massiccia nel processo produttivo. In quegli anni si passò dunque dalla produzione di tessuti in pura lana vergine a lanerie leggere quali i velour, i bouclè e le gabardine.
Dietro al miracolo pratese tuttavia vi erano sia i licenziamenti di massa, sia la pratica massacrante dei ritmi di lavoro incessanti, spesso non alla luce del sole, costellati di incidenti sul lavoro e malattie professionali.

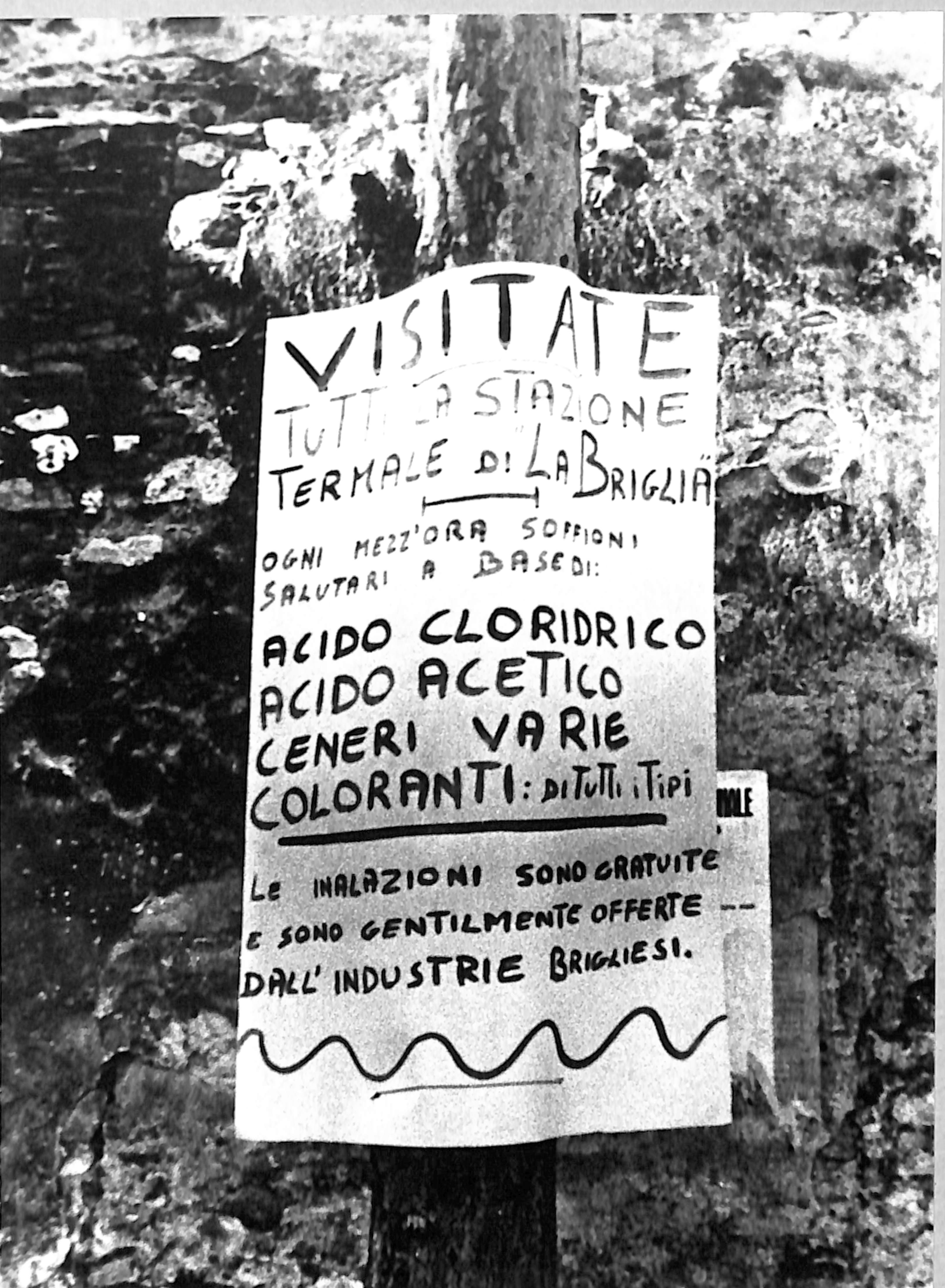
Cartello di protesta per l'inquinamento delle fabbriche nella Briglia.

Sempre alla ricerca di nuovi mercati, Prato cercò di cavalcare la liberalizzazione degli scambi nel mercato tessile mondiale adottando espedienti per aggirare le barriere protettive nazionali (ad esempio per l'ingresso dei tessuti negli USA veniva fatto un passaggio alle Isole Vergini). Ad aiutare gli imprenditori pratesi nel labirinto degli scambi mondiali giocarono un ruolo importante gli intermediari stranieri, soprattutto tedeschi, che importavano, esportavano e smistavano in tutto il mondo i prodotti del distretto.
Il fiorire dell'industria laniera trascinò e coinvolse tutta la società pratese e la città sentì la necessità di una riorganizzazione urbana che fino agli anni 70 continuò ad essere quella di un gran paese. Anche le infrastrutture civili e amministrative erano in ritardo: è del 1962 l'inaugurazione dell'Autostrada del Sole mentre si dovrà aspettare il 1968 perché la città abbia un tribunale e il 1972 per la Dogana di prima classe. Le prime documentazioni INAIL degli anni Sessanta fotografano una realtà di scarsa igienicità oltre che enorme pressione psicologica sul lavoratore. Dagli anni Settanta, quando il reddito e la coscienza medi saranno cresciuti, l'amministrazione pubblica porrà le basi di un servizio di medicina del lavoro che però diverrà operativo solo negli anni Ottanta.

### Gli anni Ottanta
A partire dagli anni Ottanta per poi espandersi agli anni Novanta la contrazione dell'occupazione tessile non cessò di arrestarsi. Una delle cause della spinta verso il basso fu la peculiare congiuntura tessile italiana, europea e mondiale quando le tendenze della moda emarginarono la lana cardata a vantaggio di altre fibre. A questa si aggiunse una politica monetaria che svantaggiava le esportazioni e favoriva l'ingresso di nuovi produttori dell'Estremo Oriente asiatico. Dal canto suo Prato cercò di contenere gli effetti negativi riadattando la struttura del distretto: aumentò la produzione di tessuti estivi, estese la filatura a pettine, accrebbe la maglieria, progettò nuovi cardati su cui si realizzavano ricami, disegni e abbellimenti diversi. Per ammortizzare l'andamento fluttuante delle richieste dei mercati, le imprese di costituzione più recente imboccarono la strada della diversificazione dando alla luce prodotti altamente standardizzati con campionari poco costosi e non sottoposti alla variabile della moda (ad esempio il tessuto non tessuto che poteva essere impiegato in panni per pulizia, isolanti per auto, moquettes, ecc.).
Parallelamente videro la luce nuove professionalità legate al distretto: le software house che fornivano servizi specializzati per gestire le nuove apparecchiature più moderne, leggere ed efficienti ma anche gli studi stilistici che traducevano gli orientamenti dell'alta moda nel linguaggio degli operatori pratesi.
In questo periodo Prato potenzia le iniziative di presentazione dei propri tessuti e filati: 1976, Prato produce prima e 1979 Prato Expo poi. A queste faranno seguito le iniziative di gruppi di produttori: TEXMA per il meccanotessile, CPF per la promozione dei filati, CPM per i prodotti e manufatti, Promotessile per il tessile d'arredamento.
Tra il 1985 e il 1990 la crisi colpì gravemente Prato: i fusi di cardato precipitarono da 770.000 a 500.000, quelli di pettinato da 400.00 a 280.000, i telai da 14.000 a 13.000. A questo si aggiunse il crack della Cassa di risparmi nel quale dovette intervenire il Fondo di garanzia interbancario.
La conferma arriva dai risultati del censimento del 1991 che fotografò il crollo verticale del modello Prato: nell'arco di dieci anni si era volatilizzato il 40% delle unità produttive tessili e più del 30% della manodopera degli addetti.

### Gli anni Novanta
Il 1992 vide una profonda svalutazione della lira. Questo frangente offrì un vantaggio di prezzo sempre più sostanzioso ai prodotti italiani e cavalcando l'onda della ripresa il sistema tessile pratese aumentò nel triennio 1990-93 il valore delle esportazioni del 50%. Il sistema locale, messo a dura prova dalla crisi, si salvò soprattutto grazie alla tenuta delle istituzioni sociali elementari quali la famiglia e l'impresa. quella che a Prato era la base del sistema produttivo: l'impresa familiare. Come nel resto d'Italia però il passaggio del testimone nel ricambio intergenerazionale fu sovente problematico e l'allentamento dei vincoli familiari che in questi anni pervade il costume italiano, racconta il cambiamento anche nel panorama delle nuove imprese fondate non più da parenti ma da soci non legati da vincoli di parentela.

## La migrazione cinese e il distretto parallelo

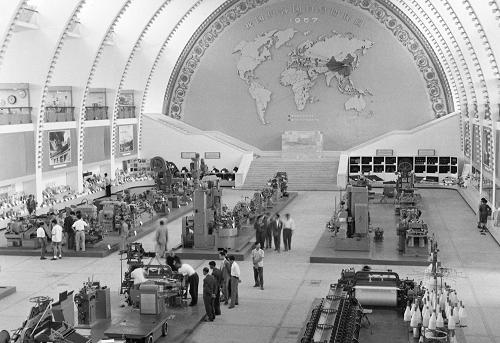
Canton Fair Industry showroom (1957)

I primi movimenti migratori cinesi in Europa si verificarono agli inizi del XX secolo in Francia, Germania, Olanda e Inghilterra. In Italia la prima ondata migratoria si registrò ufficialmente nel 1918 a Milano alla fine della prima guerra mondiale.  Si trattava di immigrati che durante il conflitto avevano prestato lavoro nelle fabbriche francesi, a corto di personale, sostituendo gli operai d'Oltralpe impegnati al fronte. Sebbene la loro presenza iniziò a consolidarsi definitivamente a partire dagli anni ’30 in città come Roma e Bologna, le comunità cinesi in Italia continuarono a rimanere contenute numericamente. Con l’instaurazione maoista e la conseguente proclamazione della Repubblica Popolare Cinese, il flusso migratorio venne sottoposto a un rigido controllo governativo nei decenni successivi. Questa politica, sostanzialmente isolazionista, prevalse fino alla seconda metà degli anni Settanta, fino a quando l’apertura al sistema capitalistico, attuato con il programma Riforma e apertura di Deng Xiaoping, favorì al contrario una politica di migrazione, assurta a modello di integrazione nazionale con il sistema globale.
I primi contatti tra imprenditori toscani con la Cina risalgono al 1971 presso la fiera internazionale di Canton, nota come China Import and Export Fair. L'intenzione fu quella di instaurare dei rapporti di tipo economico e commerciale con una nuova realtà ritenuta fortemente emergente. A partire dalla seconda metà degli anni Settanta era sorta l'esigenza di colmare la carenza di manodopera che aveva colpito non solo l'area pratese ma una buona parte dei distretti industriali del nord Italia. La ragione di tale mancanza era stata la contrazione del processo migratorio interno dal Mezzogiorno. La conseguente crisi economica avvenuta nei primi anni Ottanta persuase così gli imprenditori pratesi a intravedere nella presenza dei cinesi, già insediati nel comune limitrofo di Campi Bisenzio, «un’opportunità di rilancio del sistema locale». La nuova forza-lavoro stanziatasi a Prato era composta inizialmente da lavoratori a domicilio con una scarsa specializzazione tecnica e professionale e da imprese che operavano per conto di terzi, in particolare sulla lavorazione di capi di abbigliamento femminili. L'inserimento dei migranti cinesi nell'industria manifatturiera fu facilitata da una forte domanda di impiego ma che stentava a trovare lavoratori contoterzisti tra la popolazione locale, costituendo in tal modo un'enorme riserva di forza lavoro subalterna, flessibile, a basso costo e soprattutto non concorrenziale.
Questo andamento si protrasse lungo tutto il decennio, quando nel corso degli anni Novanta iniziarono a manifestarsi nel distretto i primi cambiamenti importanti. La presenza cinese a Prato era cresciuta notevolmente e il loro «protagonismo economico», dettato da molteplici fattori quali la rapidità delle consegne, i prezzi ridotti e un'elevata capacità di risposta a una domande sempre crescente, fu in grado di modificare i «processi scalari del distretto». L'ascesa economica si consolidò a partire dalla specializzazione nei settori di produzione con la diffusione di imprese societarie e con il controllo, a partire dai primi anni Duemila, dell’intero ciclo di lavorazione, fattore che permise agli imprenditori cinesi di passare da una condizione di terzisti a imprenditori finali e di emanciparsi da una condizione di subalternità alle aziende italiane. Le nascenti imprese cinesi si specializzarono, in particolare, nel pronto moda e rovesciarono quello che era ritenuto il modello di produzione locale e tradizionale ("il programmato"), riducendo drasticamente i tempi di produzione e distribuzione dei prodotti. Il nuovo modello economico fece di Prato nel primo decennio del XXI secolo il più grande centro europeo di pronto moda (nel 2010 circa 10% dell’abbigliamento presente sul mercato europeo proveniva ormai dalle imprese cinesi di Prato).

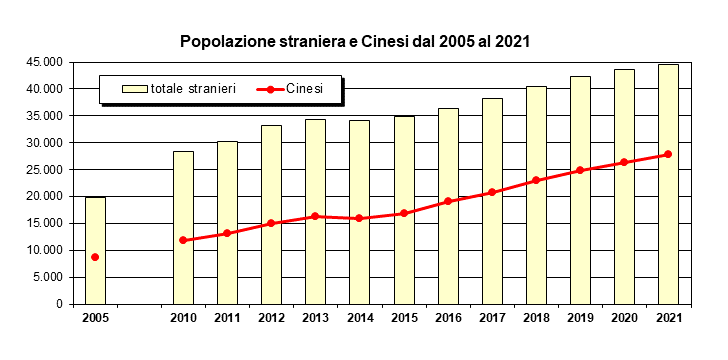
Popolazione straniera e cinese a Prato al 31 dicembre 2021 (Ufficio Statistica, Comune di Prato)

Originale è il fenomeno della formazione a Prato di una comunità cinese che passa dalle 40 unità nel 1989 e arriva a 1400 in soli 4 anni. Ma l'accrescimento dell’imprenditoria cinese avvenne in concomitanza della crisi del tessile e dell’economia pratese che subì un tracollo, in particolare nel biennio 2008-2009. Iniziò ad affermarsi l'idea di un vero e proprio distretto parallelo cinese, contraddistinto dalla concorrenza sleale e da numerose irregolarità come lo sfruttamento di manodopera clandestina, contraffazione, evasione fiscale e contributiva, violazione delle norme commerciali e mancanza delle condizioni di sicurezza sul lavoro, fattori ritenuti destabilizzanti per gli equilibri socio-economici della città. In merito alla scarsa sicurezza in cui si trovavano a lavorare gli operai di origine cinese nelle confezioni tessili cittadine, è da menzionare l’incendio del primo dicembre 2013 presso la ditta di confezioni “Teresa Moda” che causò la morte di sette operai cinesi, cinque uomini e due donne, mentre altri due rimasero seriamente feriti. La tragedia, probabilmente provocata da un malfunzionamento dell’impianto elettrico, rimase al centro della cronaca nazionale per molto tempo e spinse la Regione Toscana a dare vita al progetto Lavoro Sicuro, un piano triennale pensato con lo specifico scopo di contrastare l’illegalità nel mondo del lavoro e la negazione dei più elementari diritti dei lavoratori, nonché all’apertura alla collaborazione degli imprenditori orientali.
La popolazione cinese spesso va a lavorare in questi stabilimenti perché è legata al suo datore di lavoro da un debito, che comprende il viaggio che il lavoratore ha dovuto sopportare per venire in Italia, ed è per questo che il datore di lavoro ha una grande forza contrattuale, magari non pagandogli per diverso tempo con la scusa che devono ripagare il debito.

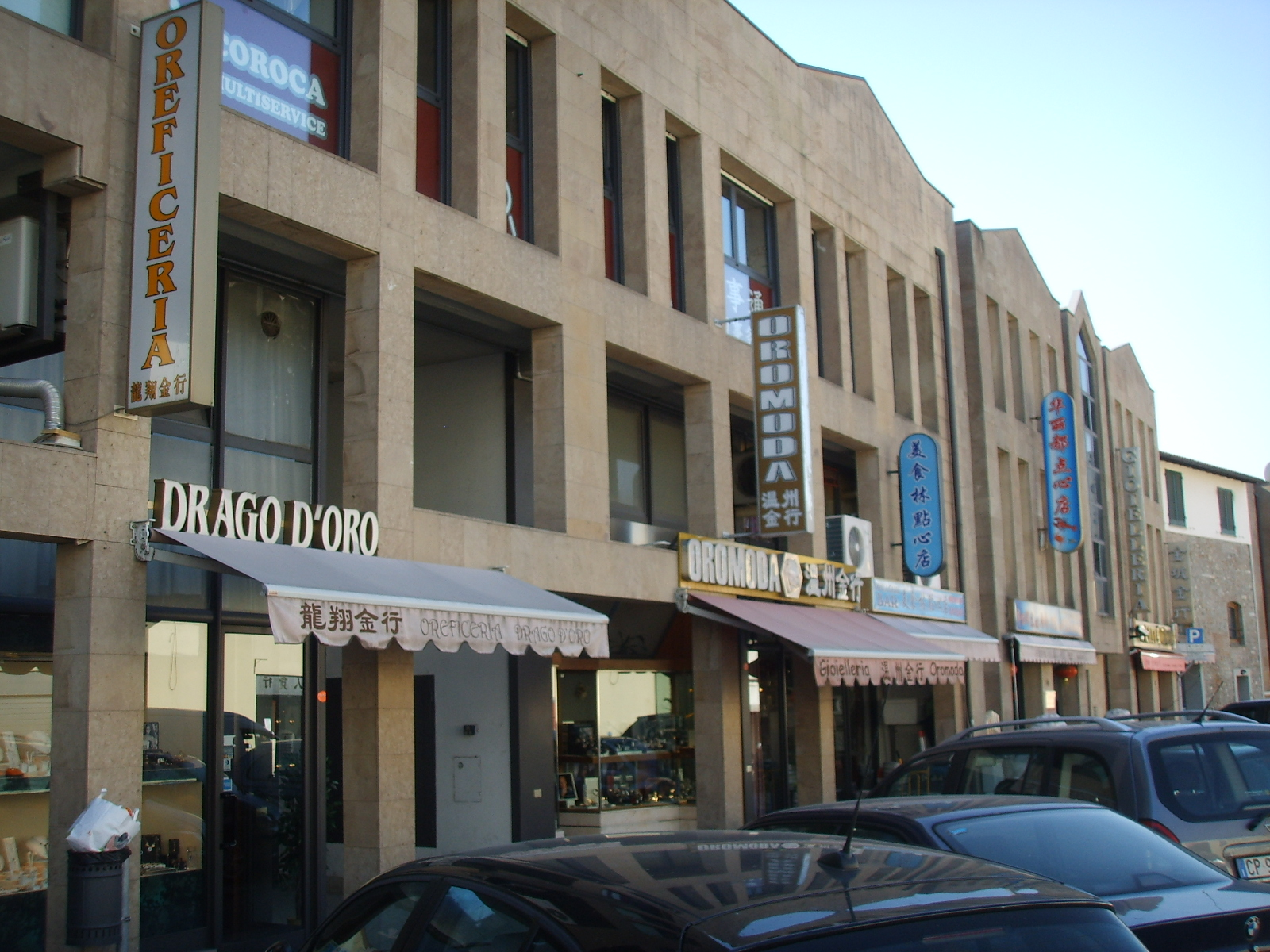
Una strada del Macrolotto 0

Tra le etnie presenti a Prato, la comunità cinese occupa una posizione di rilievo e si classifica come la più grande d’Italia e tra le maggiori d’Europa. L’area di provenienza storicamente interessata, a Prato ma in generale in Italia, è quella della città-prefettura di Wenzhou nella provincia dello Zhejiang. Si tratta di un'area con una grande tradizione imprenditoriale e mercantile, la cui autonomia dalle interferenze governative centrali ha favorito lo sviluppo dell’imprenditoria privata e di un modello economico, il Wenzhou Model, basato sulla diffusione di microimprese a conduzione familiare, il basso costo della manodopera e su operai impegnati nell’industria leggera e nelle attività commerciali. Si sono riscontrate delle similitudini tra questa organizzazione produttiva con quella dei distretti industriali italiani.
Pochi numeri testimoniano l’entità del fenomeno migratorio pratese: secondo dati del 2015 il 13,5% dei residenti nella provincia è costituito da stranieri mentre nel 2023 arrivano a oltre il 24%: la percentuale più alta fra le province italiane. Se a essi si vanno ad aggiungere i presenti in città con permesso di soggiorno, Prato supera, in valore assoluto, tutte le altre province italiane, Milano compresa. Le ultime stimi ufficiali disponibili parlano di oltre 30.000 cinesi: la seconda comunità cinese in Europa dopo Parigi.

## Il riuso degli edifici: l'archeologia industriale

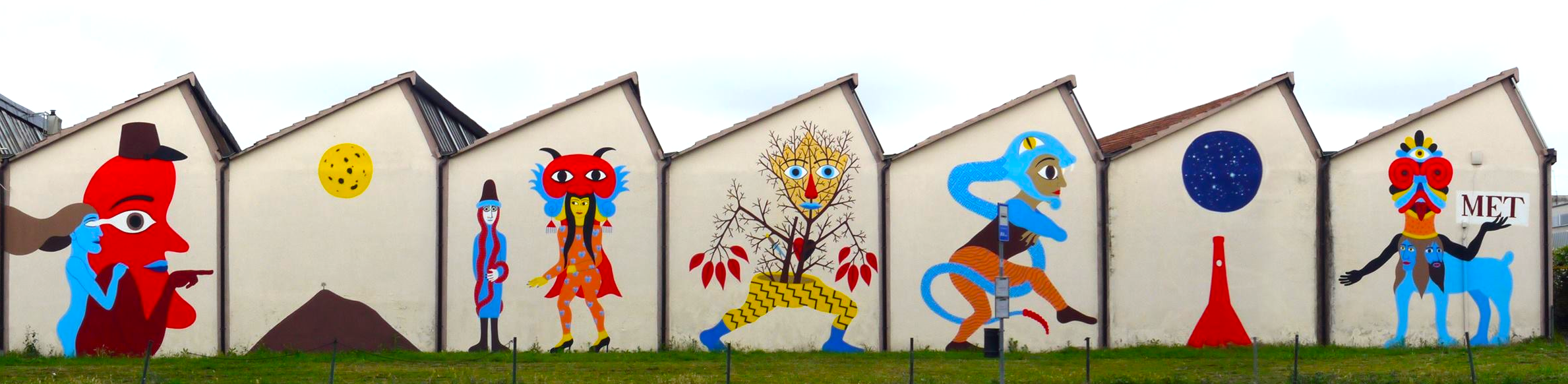
Murale dello street artist lombardo Dem sulle mura dell'ex fabbrica Calamai, su commissione del Teatro Metastasio di Prato.

L'archeologia industriale di Prato è legata ai luoghi abbandonati del settore tessile, talvolta rigenerati e ancora in attività, talvolta ristrutturati per mantenere viva la testimonianza, recuperandola con un uso diverso dall’originale. Ne è un esempio di grande rilievo la Biblioteca Lazzerini presso l'ex sede della cimatoria Campolmi, edificio originariamente pensato in ottica strettamente utilitaristica che grazie alla natura culturale del restauro diventa la sede della biblioteca cittadina: da fabbrica di tessuti a moderno centro di produzione culturale, fabbrica della cultura. Il complesso architettonico dell'ex cimatoria è stato oggetto di lavori di restauro, oltre che per destinare il lato nord all'edificio della biblioteca, anche per ospitare sul lato ovest il Museo del Tessuto. Altri esempi di archeologia industriale pratesi sono l'ex Lanificio Lucchesi, adibito a spazio espositivo dedicato alla moda e all'arte contemporanea; il Teatro Fabbricone, ex sede della grande ditta austro-tedesca Kössler-Mayer, oggi importante centro teatrale sperimentale a livello nazionale; la nuova Camera di Commercio di Prato, sorta nella sede di un ex fabbrica di tessuti e divenuta uno spazio multifunzionale per eventi; l'ex Lanificio Calamai, oggi sede di una residenza universitaria e sulle cui mura sono presenti opere di street art; PrismaLab, nuovo polo culturale nel cuore del Macrolotto Zero, ubicato in un ex capannone industriale, filatura Pieri, e dotato di biblioteca, sale di lettura e studio, spazio coworking per start up e un punto di informazione e orientamento per giovani.